# Acquedotti di Roma
Gli acquedotti di Roma sono gli acquedotti che, a partire dall'età romana, rifornivano o tuttora riforniscono di acqua la città di Roma, per un totale di 16: 11 antichi e 5 moderni.

## Storia

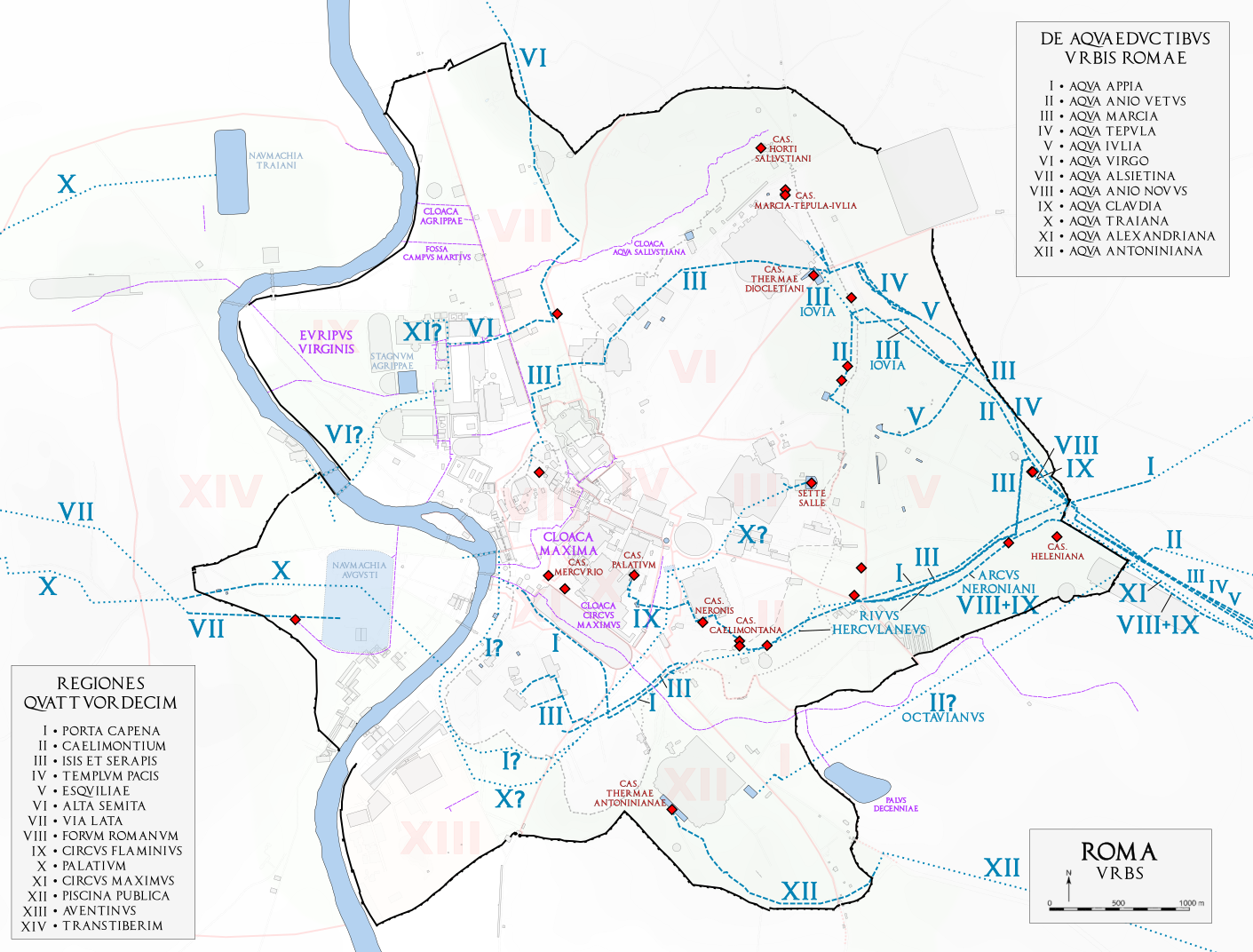
Gli acquedotti di epoca romana

Ci informa Sesto Giulio Frontino, nel suo De aquis urbis Romae, che “nei 441 anni che seguirono la fondazione di Roma, i Romani s'accontentarono di usare le acque tratte dal Tevere, dai pozzi e dalle sorgenti”, che però nel 312 a.C., non erano più sufficienti a coprire il maggior fabbisogno dovuto allo sviluppo urbanistico ed all'incremento demografico.
L'opera di realizzazione degli acquedotti fu di tale impegno ed efficacia che Dionigi di Alicarnasso poteva scrivere: "Mi sembra che la grandezza dell'impero romano si riveli mirabilmente in tre cose, gli acquedotti, le strade, le fognature". E più tardi Plinio il Vecchio osservava che: "Chi vorrà considerare con attenzione … la distanza da cui l'acqua viene, i condotti che sono stati costruiti, i monti che sono stati perforati, le valli che sono state superate, dovrà riconoscere che nulla in tutto il mondo è mai esistito di più meraviglioso".
(Sesto Giulio Frontino, De Aquis, I, 16.)
Gli undici acquedotti di epoca romana che dal 312 a.C. vennero costruiti portarono alla città una disponibilità d'acqua pro capite pari a circa il doppio di quella attuale, distribuita tra le case private (ma solo per pochi privilegiati), le numerosissime fontane pubbliche (circa 1.300), le fontane monumentali (15), le piscine (circa 900) e le terme pubbliche (11), nonché i bacini utilizzati per gli spettacoli come le naumachie (2) e i laghi artificiali (3).
La sorveglianza, la manutenzione e la distribuzione delle acque venne affidata, per due secoli e mezzo, alla cura un po' disorganizzata di imprenditori privati, che dovevano rendere conto del loro operato a magistrati che avevano altri compiti principali. Solo con Agrippa, intorno al 30 a.C., venne creato un apposito servizio, poi perfezionato ed istituzionalizzato da Augusto, che si occupava dell'approvvigionamento idrico cittadino e quindi del controllo e manutenzione di tutti gli acquedotti.
Oltre agli undici condotti principali, nel tempo furono costruite diverse diramazioni e rami secondari, per cui un catalogo del IV secolo ne contava ben 19.
Furono gli Ostrogoti di Vitige, nell'assedio del 537, a decretare la fine della storia degli acquedotti antichi; vennero tagliati per impedire l'approvvigionamento della città, e d'altra parte Belisario, il generale difensore di Roma, ne chiuse gli sbocchi per evitare che gli Ostrogoti li usassero come via di accesso. Qualcuno fu poi rimesso parzialmente in funzione, ma dal IX secolo il crollo demografico e la penuria di risorse tecniche ed economiche fecero sì che nessuno si occupasse più della manutenzione, i condotti non furono più utilizzabili ed i romani tornarono ad attingere acqua dal fiume, dai pozzi e dalle sorgenti, come alle origini.

## Tecniche di realizzazione

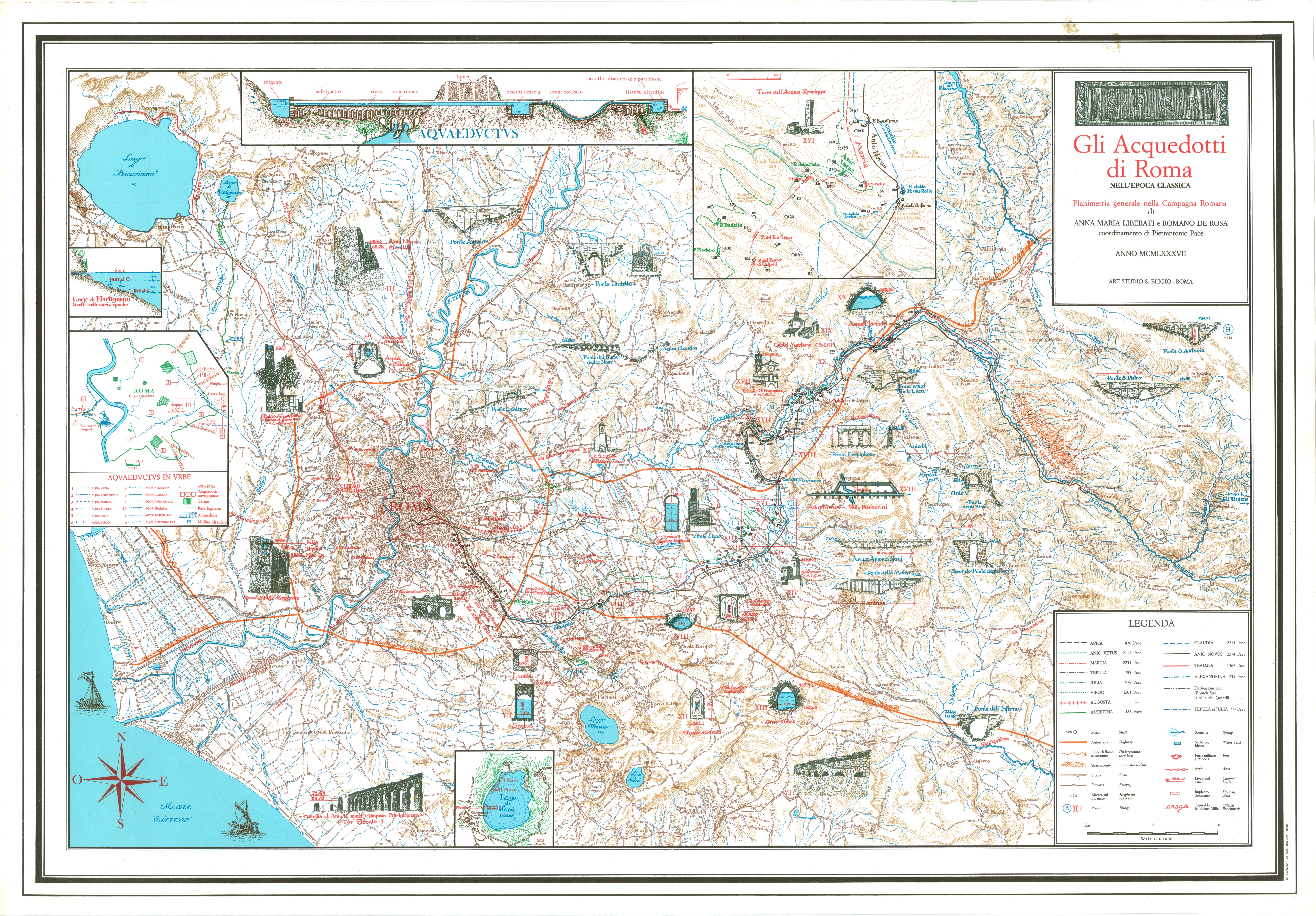
Acquedotti di Roma Planimetria

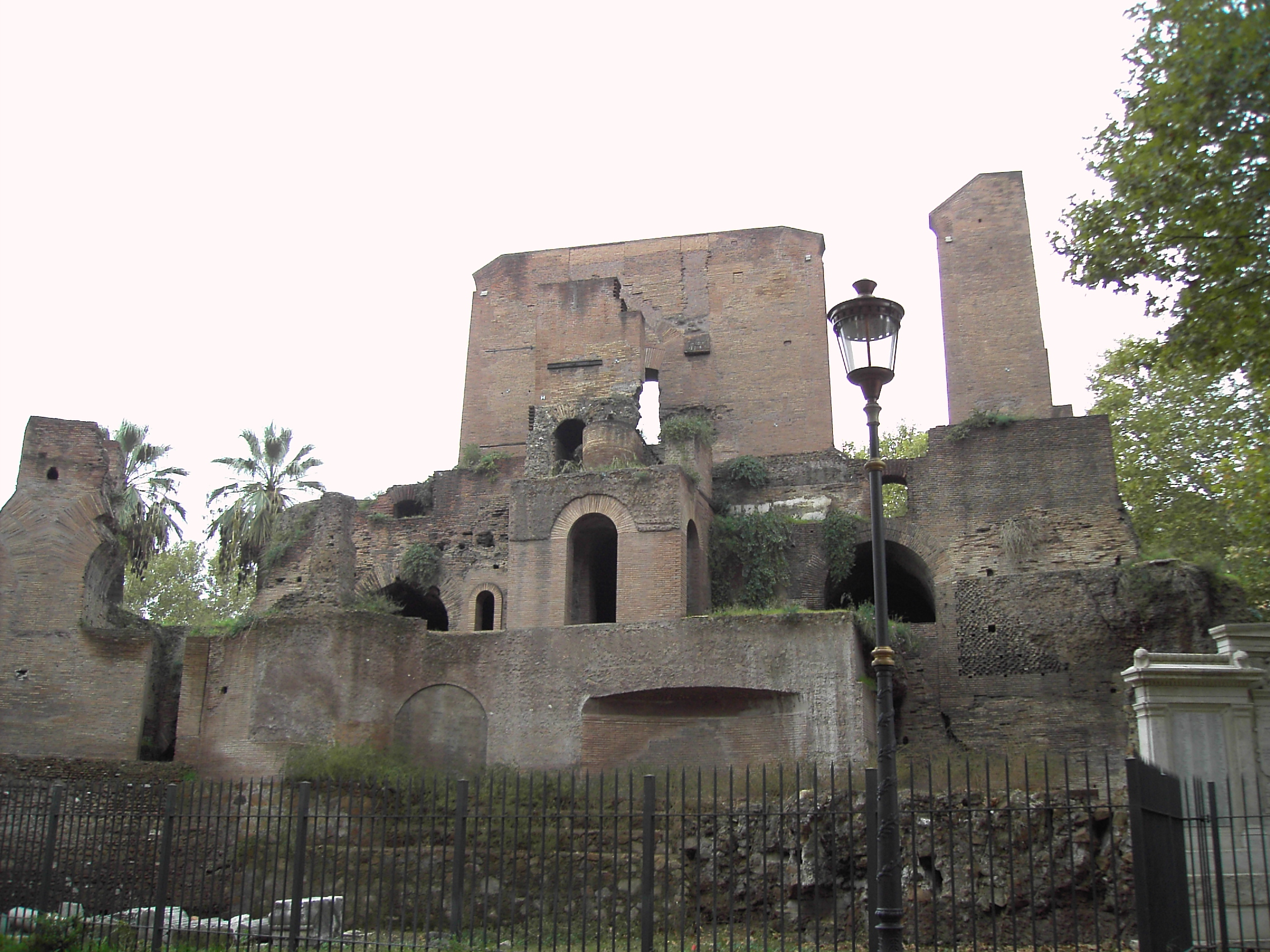
I "Trofei di Mario", in piazza Vittorio Emanuele II a Roma.

Tra i primi problemi da affrontare nella realizzazione di un acquedotto c'era ovviamente la scelta della sorgente o del corso d'acqua da cui attingere, che doveva tener presente non solo la qualità dell'acqua, ma anche la quantità e regolarità del flusso, e la quota del punto di captazione, visto che la propulsione, in mancanza di sofisticate apparecchiature, doveva essere garantita per quanto possibile dalla gravità risultante dalla pendenza dell'intero percorso.
Un acquedotto iniziava generalmente con un bacino di raccolta realizzato con dighe, che tratteneva le acque di superficie; nel caso di acque sotterranee venivano scavati pozzi e cunicoli che imbrigliavano la vena in un condotto unico. Il passaggio successivo era la sosta nelle vasche di decantazione (piscinae limariae), dove venivano fatte depositare le prime impurità. Da qui l'acqua veniva immessa nel canale (specus) che la trasportava mantenendo una pendenza leggera e costante per assicurare uno scorrimento regolare e non troppo impetuoso.
Al sistema del “sifone inverso” che, accumulando una certa pressione, consentiva all'acqua di risalire un pendio, fu necessario ricorrere solo in pochi casi; le tubazioni delle condutture erano infatti in piombo (difficile da saldare) o in terracotta in una camicia di cemento (scarsamente resistente alle alte pressioni). Per ovviare a questi problemi in molti casi si preferì allungare il percorso del tracciato, anche di molto (è il caso dell'aqua Virgo), per poter assecondare le naturali caratteristiche del terreno e mantenere il più possibile costante una regolare pendenza. Per questo motivo molti acquedotti risultano notevolmente più lunghi della distanza lineare fra la sorgente e il punto di erogazione.
Il percorso era preferibilmente sotterraneo, in uno specus scavato nella roccia; in qualche caso correva in superficie, coperto con lastre di pietra, e solo per l'attraversamento di corsi d'acqua o depressioni correva su muri o su arcate.
Alla fine del percorso si trovava una costruzione (castellum aquae) che conteneva altre camere di decantazione e la vasca terminale da cui l'acqua veniva distribuita nelle condutture dell'utenza urbana. All'interno della città altri "castelli" provvedevano ad ulteriori ripartizioni del flusso, e d'altra parte potevano esserci anche "castelli" posizionati prima di quello principale, per le eventuali utenze delle ville extraurbane.
A volte il castellum terminale assumeva l'aspetto di una fontana monumentale, come nel caso dei resti noti come "Trofei di Mario", visibili nei giardini dell'attuale Piazza Vittorio.

## Acquedotti di epoca romana

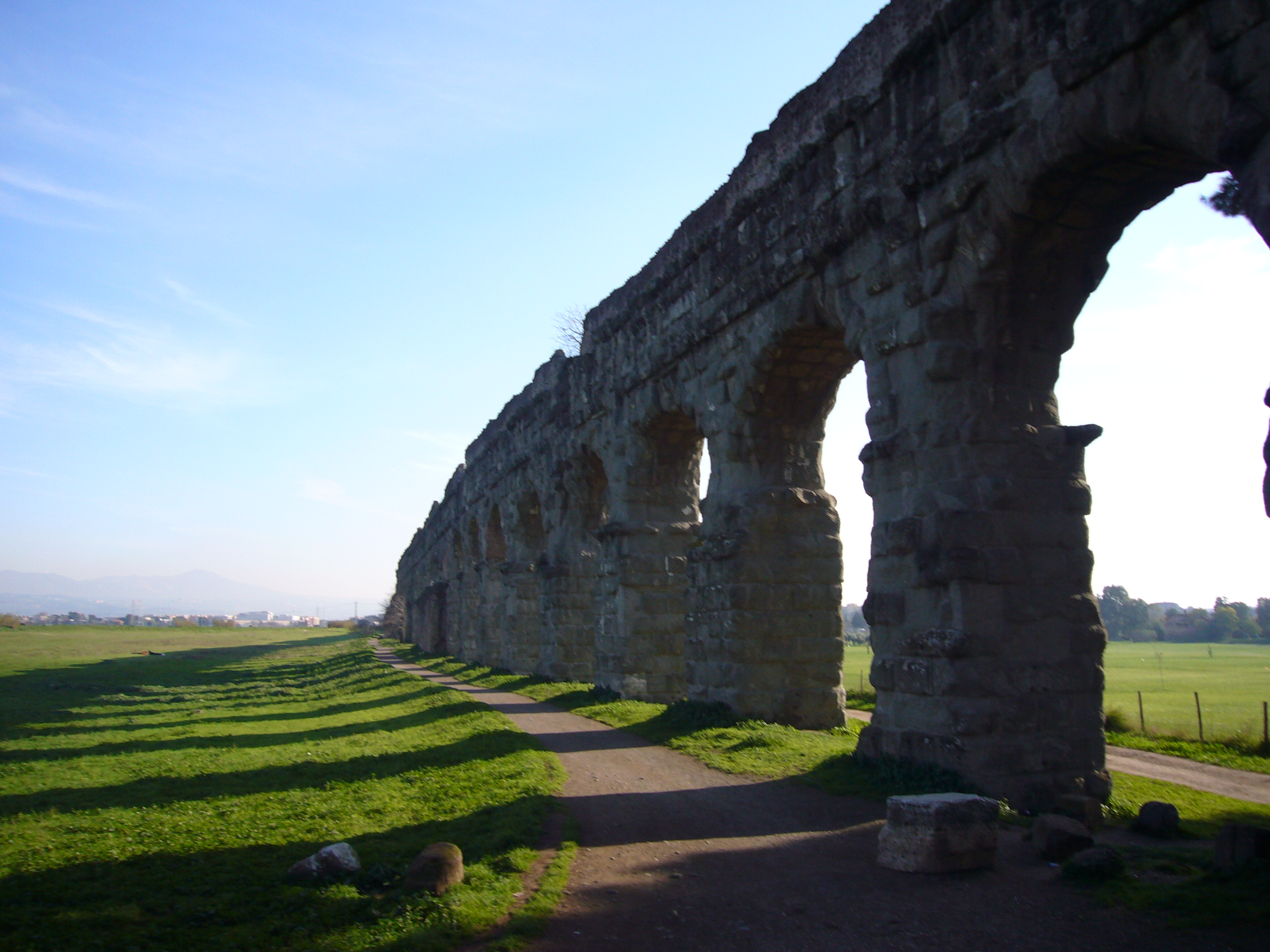
Roma, via Appia - Parco degli Acquedotti 1

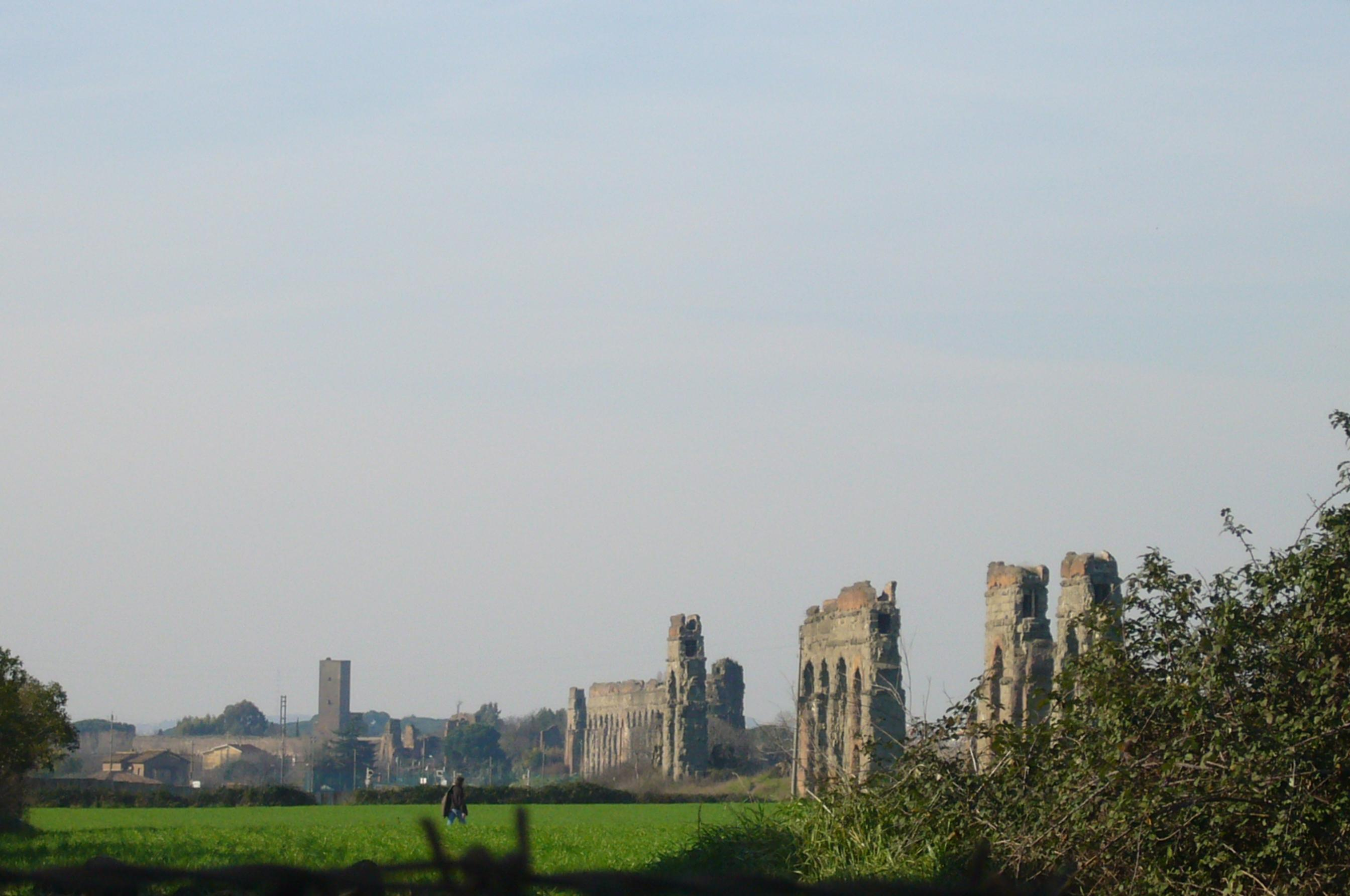
Roma, via Appia - Parco degli Acquedotti 2

Fino all'epoca imperiale, competente per la cura aquarum era il censore, cioè il magistrato responsabile delle opere pubbliche, affiancato di solito da un edile curule che era invece responsabile, più genericamente, del demanio, e dai questori, che curavano l'aspetto economico, dal finanziamento per la realizzazione dell'opera alle spese di manutenzione e di retribuzione delle maestranze, nonché alla riscossione degli eventuali canoni di utilizzazione. Il censore affidava di solito la realizzazione di un acquedotto tramite la concessione in appalto, e ne curava poi il collaudo finale, mentre l'edile si occupava piuttosto della distribuzione delle acque e dell'erogazione.
Dopo un periodo, dal 33 al 12 a.C., in cui Agrippa, con il consenso di Augusto, monopolizzò nelle sue mani il controllo di tutto l'apparato idrico della città, alla sua morte la gestione passò nelle mani dell'imperatore, che l'affidò ad un'équipe di tre senatori che poi trasformò in un vero e proprio ufficio, in cui uno dei tre, di livello consolare, assumeva la carica di curator aquarum.
Il rango di questo funzionario era tale da consentirgli il controllo assoluto della gestione delle risorse idriche cittadine: manutenzione degli impianti, interventi, regolarità e distribuzione del flusso. Alle sue dipendenze aveva un organico molto ampio, composto da tecnici, architetti e ingegneri, da amministrativi e dai 240 schiavi di Agrippa, che Augusto trasformò in “schiavi pubblici”, mantenuti dallo Stato, con mansioni varie, a cui se ne aggiunsero, all'epoca di Claudio, altri 460 mantenuti direttamente dalle finanze imperiali.
La magistratura rimase in vigore per oltre tre secoli, finché, prima con Diocleziano e poi con i suoi successori, il controllo degli acquedotti venne affidato al praefectus urbi.
Tutte le nostre conoscenze sulla realizzazione, l'amministrazione, la gestione e la normativa che regolava l'approvvigionamento idrico dell'antica Roma e la costruzione degli acquedotti, derivano dall'opera di Frontino, che fu curator aquarum dal 97 al 103-104. Il suo trattato "De aquis urbis Romae", è l'unica e più autorevole fonte per la conoscenza delle leggi, editti e decreti sull'argomento (in particolare la lex Quinctia proposta dal console Quinzio Crispino nel 9 a.C., di cui Frontino riporta il testo integrale), nonché sulle specifiche tecniche, le misurazioni e le metodologie costruttive e distributive.

### Aqua Appia
L'acquedotto venne costruito dai censori Appio Claudio Cieco (da cui riprende il nome) e Caio Plauzio Venox nel 312 a.C. e captava sorgenti lungo una strada secondaria che si staccava dalla via Prenestina, tra il VII e l'VIII miglio.
Roma intraprese la sua costruzione durante la seconda guerra sannitica (327-304 a.C.) e in concomitanza con la costruzione della via Appia, dando prova della propria forza e capacità di pianificazione.
Il condotto era quasi completamente sotterraneo, alla profondità di circa 15 m, e la sua lunghezza complessiva era di poco più di 11 miglia (11.190 passi), pari a 16,5 km; la portata giornaliera corrispondeva a 841 quinarie, pari a poco più di 34.900 m³.
Dopo l'ingresso in Roma presso Porta Maggiore (nella località detta "ad spem veterem"), si dirigeva verso il Celio e l'Aventino, e terminava nei pressi della porta Trigemina, nel Foro Boario.
Fu restaurato prima nel 144 a.C., a opera del pretore Quinto Marcio Re, poi in concomitanza con la costruzione dell‘acquedotto dell'aqua Marcia, nel 33 a.C., a cura di Agrippa, e infine tra l'11 ed il 4 a.C., a opera di Augusto, che ne potenziò la portata fino a 1.825 quinarie, pari a 75.737 m³ (876 litri al secondo), captando nuove vene d'acqua presso il VI miglio della via Prenestina

### Anio Vetus
Il secondo acquedotto romano venne costruito tra il 272 e il 270 a.C., con il bottino della vittoria contro Taranto e Pirro, da due magistrati appositamente nominati dal Senato (duumviri aquae perducendae), i censori Manio Curio Dentato e Flavio Flacco; fu il secondo ad occuparsi dell'impresa, essendo il collega morto cinque giorni dopo l'incarico. L'acquedotto ebbe l'appellativo di "vecchio" (vetus) solo quando, quasi tre secoli dopo, fu costruito quello dell'Anio Novus (o "Aniene Nuovo").
Raccoglieva le acque dell'Aniene (Anio) nei pressi di Tivoli, all'altezza del XXIX miglio della via Valeria, circa 850 m a monte di San Cosimato, presso la confluenza nell'Aniene del torrente Fiumicino, tra gli odierni comuni di Vicovaro e Mandela, ovvero in una regione dell'Appennino che era stata conquistata dallo stesso Manio Curio Dentato poco tempo prima.
Il condotto era quasi completamente sotterraneo (alcuni ponti, che ne abbreviavano il percorso, vennero edificati in epoche successive) e giungeva in città, come l'aqua Appia, nella zona denominata “ad spem veterem”, per terminare presso la porta Esquilina. La lunghezza dell'acquedotto era di 43 miglia, pari a 63,5 km circa, dei quali solo 0,221 miglia erano in superficie, su muri di sostegno nei pressi dell'attuale Porta Maggiore. La portata era di 4.398 quinarie giornaliere (pari a 182.517 m³ e 2.111 litri al secondo); solo poco più di metà, a causa di dispersioni o captazioni abusive, giungeva però a destinazione.

### Aqua Marcia

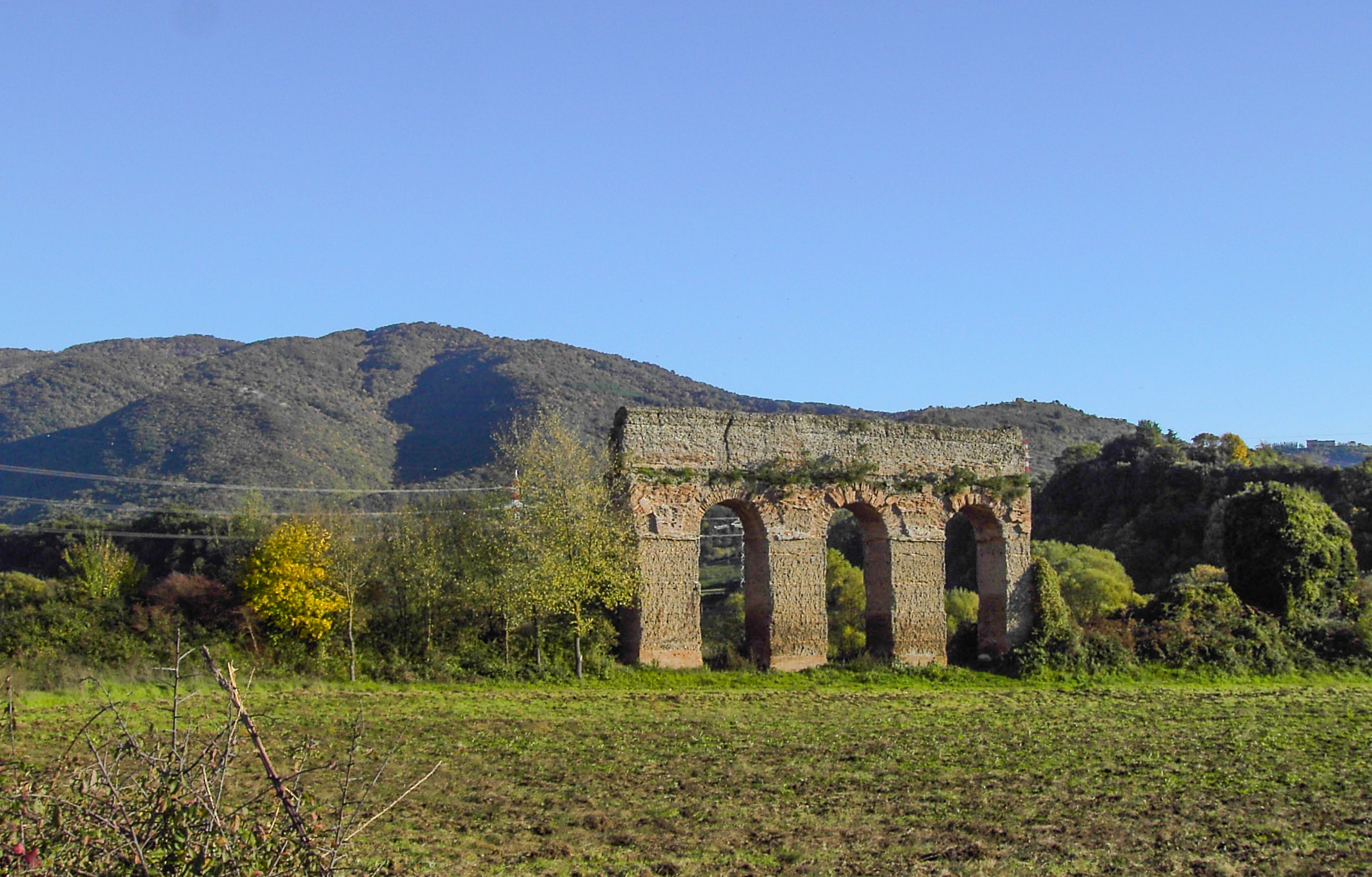
Resti dell'acquedotto Marcio a Tivoli

Il terzo acquedotto venne costruito nel 144 a.C. dal pretore Quinto Marcio Re: per questo compito (e per la restaurazione dei due precedenti acquedotti) gli fu assegnata dal Senato la somma considerevole di 180 milioni di sesterzi.
Raccoglieva l'acqua dell'alto bacino dell'Aniene, attingendo direttamente dalle sorgenti, abbondanti e di ottima qualità e purezza, nei pressi dell'attuale comune di Marano Equo, tra Arsoli ed Agosta, dove ancora oggi è possibile riscontrarne tracce nell'ex cava di pietra.
Era considerata la migliore acqua tra quelle che arrivavano a Roma, e Plinio il Vecchio la definì “clarissima aquarum omnium” e “un dono fatto all'Urbe dagli dei".
La lunghezza dell'acquedotto era di 61,710 miglia, pari a poco più di 91 km. Il percorso era sia sotterraneo, sia su arcate (per 7,463 miglia, pari a 11 km circa, le prime grandi arcate monumentali), un tratto delle quali, per circa 9 km., fiancheggiava la via Latina. Arrivava a Roma nella località "ad spem veterem" presso Porta Maggiore, come gli acquedotti precedenti, scavalcava quindi la via Tiburtina su un arco che fu poi trasformato nella Porta Tiburtina delle mura aureliane e terminava in prossimità della porta Viminale. La distribuzione raggiungeva il Campidoglio, mentre un ramo secondario ("rivus Herculaneus") serviva il Celio e l'Aventino.
La portata alla sorgente era di 4.690 quinarie, pari a ben 194.635 m³ al giorno e a 2.251 litri per secondo. Per avere un'idea concreta di tale quantità di acqua, supponendo di avere un serbatoio rettangolare di m. 250 x 50 = 12.500 m² di area di base, pressoché la Piazza Navona di Roma, antico Circo Agonale, l'altezza che raggiungerebbe l'acqua in un giorno sarebbe ben m. 15,57 (194.635: 12.500). Tanta abbondanza di acqua venne smistata a rinforzo di acquedotti più poveri, come il successivo Aqua Tepula (92 quinarie) e l'Anio vetus (162 quinarie).
Oltre a numerosi restauri minori, fu in gran parte ricostruito in seguito ad un incremento di portata, pressoché raddoppiata con la captazione di una nuova sorgente (detta “Aqua Augusta”), tra l'11 e il 4 a.C., al tempo di Augusto. Nel 213, durante il principato di Caracalla, venne realizzata la diramazione dell'"aqua Antoniniana" per le nuove terme, che attraversava la via Appia su un arco ("arco di Druso"), e un altro ramo secondario fu utilizzato per l'alimentazione delle terme di Diocleziano.
L'abbondanza e l'ottima qualità dell'acqua spinsero in tempi recenti papa Pio IX a ripristinare l'acquedotto, che fu nuovamente inaugurato l'11 settembre 1870.

### Aqua Tepula
L'ultimo acquedotto dell'età repubblicana, il quarto, venne costruito dai censori Caio Servilio Cepione e Lucio Cassio Longino nel 125 a.C. Il nome era dovuto alla temperatura "tiepida", a 16-17 gradi, dell'acqua.
Captava sorgenti situate nella zona vulcanica dei Colli Albani, dette della “Pantanella” e dell'”Acqua Preziosa”, al X miglio della via Latina.
Il percorso dell'acquedotto aveva una lunghezza di 18 km, dei quali 9.580 m sulle arcuazioni dell'Aqua Marcia.
Nel 33 a.C. fu ristrutturato e modificato da Agrippa e fu fatto confluire nel nuovo condotto dell'Aqua Iulia, dal quale si separava nuovamente nei pressi della città. Correva, quindi, in un condotto distinto sopra gli archi dell'aqua Marcia, insieme all'Aqua Iulia, e giungeva in città “ad spem veterem” presso Porta Maggiore, seguendo poi lo stesso percorso dell'Aqua Marcia fino alla Porta Viminale, nei pressi dell'odierna Stazione Termini, e poi alla Porta Collina, nell'attuale Via XX Settembre.
La portata giornaliera definitiva, una delle più basse, era di 445 quinarie (pari a circa 18.467 m³, 213,6 litri al secondo), 92 delle quali provenivano per diramazione dall'Aqua Marcia e 163 dall'Anio novus, costruito però circa 170 anni più tardi. A queste vanno aggiunte le 1.206 quinarie dell'Aqua Iulia, le cui acque arrivavano praticamente insieme alla destinazione.

### Aqua Iulia
Il quinto acquedotto romano venne costruito da Agrippa nel 33 a.C. e prese il nome dalla gens Iulia, il “casato” di cui faceva parte l'imperatore Augusto. Venne unito in un unico condotto con quello dell'aqua Tepula, ed in seguito restaurato dallo stesso Augusto tra l'11 e il 4 a.C.
Raccoglieva l'acqua da sorgenti nel territorio tuscolano, al XII miglio della via Latina, identificate presso l'attuale ponte degli “Squarciarelli”, nel comune di Grottaferrata. Arrivava a Roma, come gli acquedotti precedenti, nella località “ad spem veterem”, presso Porta Maggiore, e seguiva poi lo stesso percorso dell'Aqua Marcia fino alla porta Viminale.
Il percorso complessivo era pari a 15.426 miglia romane, pari a quasi 23 km, dei quali circa 11 in superficie; la portata originaria era di 1.206 quinarie (pari a 50.049 m³ al giorno, cioè 579 litri al secondo), e in seguito (con il condotto parzialmente fuso con quello dell'Aqua Tepula) fu accresciuta di 92 quinarie provenienti dall'Aqua Marcia e di altre 163 dall'Anio Novus.
L'aqua Iulia, così arricchita e fusa con la Tepula, riforniva il Celio, l'Esquilino, il Viminale, il Quirinale, il Campidoglio, il Palatino, il Piccolo Aventino e il Foro Romano.
Fu probabilmente una diramazione di questo acquedotto, di cui sono visibili alcune arcate, ad alimentare la fontana monumentale di Piazza Vittorio, costruita sotto Alessandro Severo (il “‘‘nymphaeum Alexandri'’” o "Trofei di Mario").

### Aqua Virgo

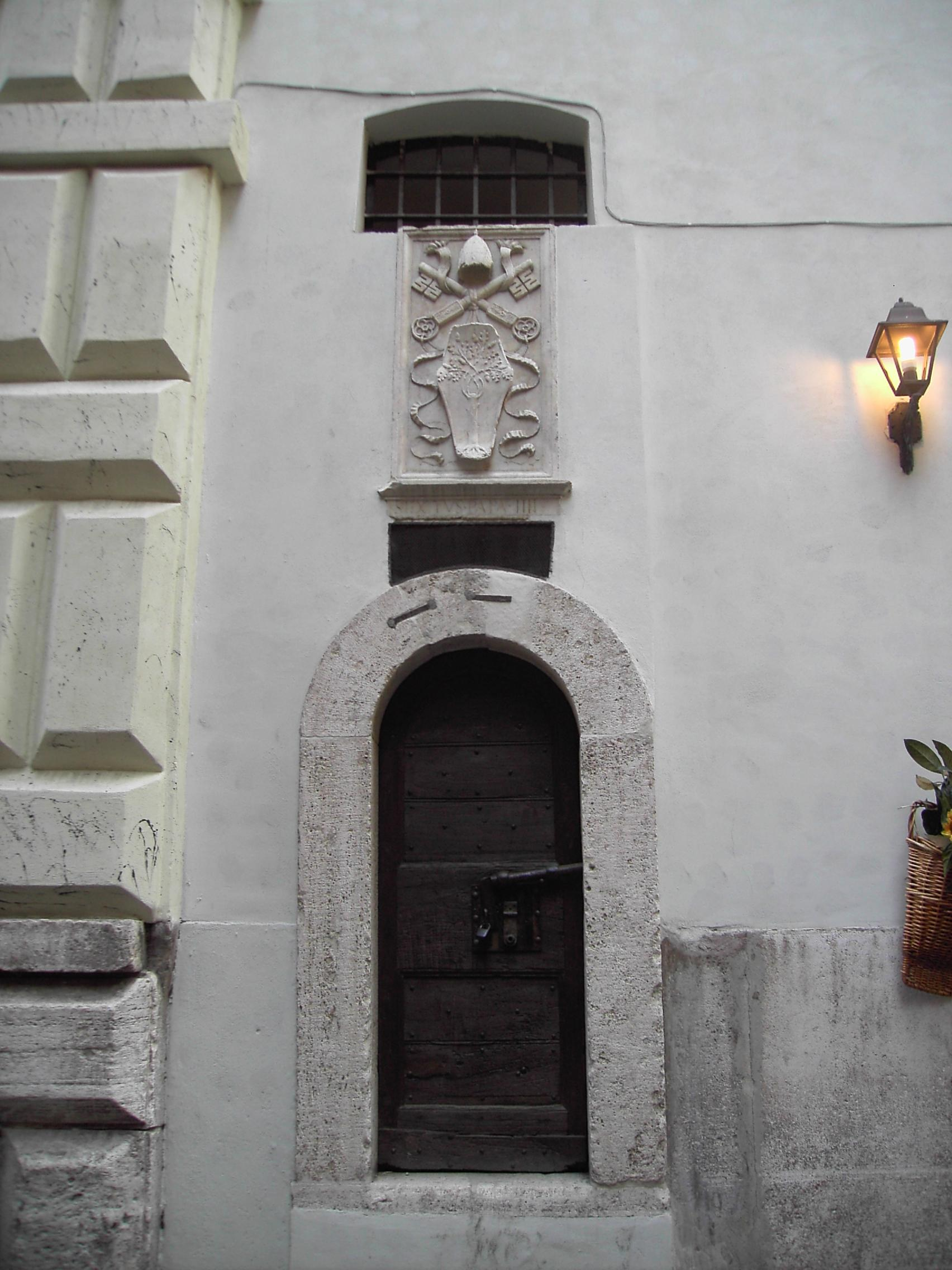
Ingresso del condotto d'ispezione all'acquedotto dell'Acqua Vergine in via del Nazareno (ancora in funzione)

Anche il sesto acquedotto venne costruito da Agrippa (già tre volte console e all'epoca senza più nessuna magistratura) che lo inaugurò il 9 giugno del 19 a.C., a servizio dell'impianto termale del Campo Marzio.
Le sorgenti erano all'VIII miglio della via Collatina nell'Agro Lucullano, a poca distanza dal corso dell'Aniene. Il nome deriva, secondo una leggenda, dalla fanciulla che avrebbe indicato ai soldati il luogo della sorgente, ma, più probabilmente, si riferisce alla purezza dell'acqua.
Il percorso dell'acquedotto era di 20 km, quasi tutto sotterraneo tranne 2 km in superficie. La portata giornaliera era di 2.504 quinarie (pari a 103.916 m³ e 1.202 litri al secondo).
Il percorso seguiva la via Collatina, in parte su arcate, e raggiungeva la città alle pendici del Pincio. Da qui, successive arcate di epoca claudiana (in parte conservate in via del Nazareno e nel vicino complesso della Rinascente) attraversavano il Campo Marzio, scavalcando l'attuale via del Corso (la via Lata) sull'"arco di Claudio", un'arcata dell'acquedotto monumentalizzata per celebrare la conquista della Britannia ad opera di questo imperatore.

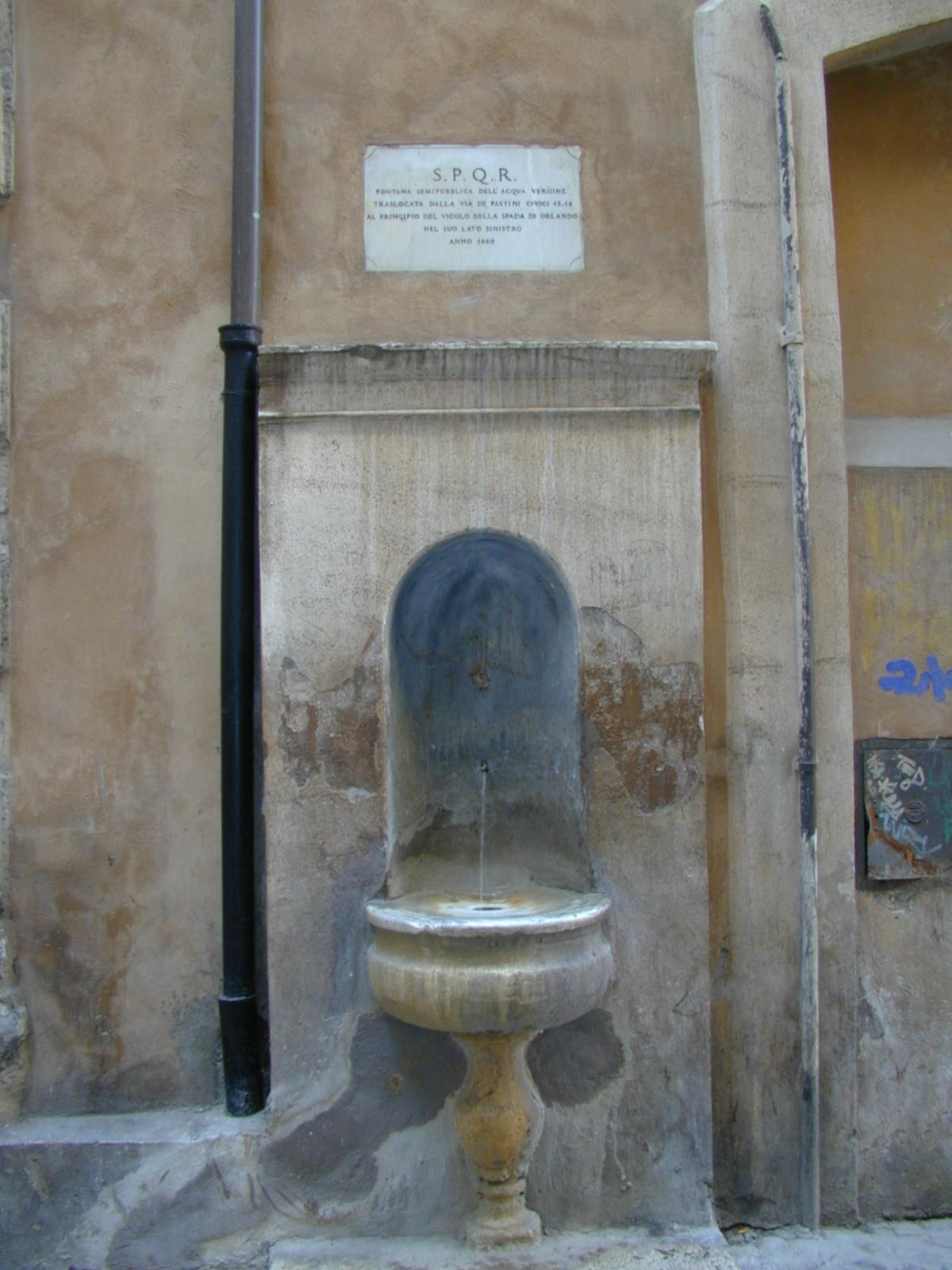
La fontanella di vicolo della Spada di Orlando

Dopo i danni arrecati dai Goti di Vitige nel 537, l'acqua Virgo venne costantemente restaurata: da papa Adriano I nell'VIII secolo, dal Comune nel XII secolo, e soprattutto da Niccolò V nel 1453, che affidò i lavori a Leon Battista Alberti, ne incrementò la portata e la ribattezzò Acqua Vergine. Restaurata ancora da Paolo IV, Sisto IV, Pio IV, Pio V, Benedetto XIV, Pio VI, e nel 1936 prolungata fino al Pincio, è l'unico degli undici acquedotti antichi tuttora funzionante. Oggi alimenta fontane grandi e piccole fra i rioni Trevi, Colonna e Campo Marzio: la fontana di Trevi e la fontana della Barcaccia a piazza di Spagna (con le condutture di alimentazione che danno il nome a via dei Condotti), la fontana dei Quattro Fiumi a piazza Navona, ma anche la fontanella di vicolo della Spada di Orlando.
Secondo Sesto Giulio Frontino, 200 quinarie erano riservate per il suburbio, 1.457 erano riservate alle opere pubbliche, 509 alla casa imperiale, e le restanti 338 alle concessioni private, il tutto distribuito attraverso 18 castella (centri di distribuzione secondari).

### Aqua Alsietina
Anche noto come “aqua Augusta”, il settimo acquedotto di Roma fu costruito sotto Augusto nel 2 a.C. a servizio della naumachia, il lago artificiale per spettacoli di combattimenti navali che l'imperatore aveva appena fatto costruire nella zona di Trastevere.
Raccoglieva l'acqua del lago di Martignano (il cui nome latino era lacus Alsietinus), nei pressi del lago di Bracciano.
La portata giornaliera dell'acquedotto era di sole 392 quinarie (pari a 188 litri al secondo, cioè 16.268 m³ al giorno): di queste, 254 erano riservate all'uso dell'imperatore e le restanti 138 venivano concesse in uso ai privati.
Il percorso, interamente sotterraneo tranne un tratto di circa 500 metri, era lungo quasi 33 km., di cui si conosce con una certa approssimazione solo il tratto iniziale di circa 200 m., corrispondente al cunicolo sotterraneo da cui veniva presa l'acqua dal lago. Entrava in Roma nei pressi dell'attuale Porta San Pancrazio, per poi scendere verso Trastevere e raggiungere la zona di Piazza San Cosimato dove si trovava la Naumachia Augusti.
A seguito di un consistente intervento di restauro, un nuovo condotto fu realizzato da Traiano nel 109 d.C., solo parzialmente coincidente con quello originario.
Risulta che ancora nel III secolo la naumachia fosse funzionante, ma venne abbandonata poco dopo anche a causa di un rilevante abbassamento del livello del lago di Martignano (circa 30 m), dovuto comunque a cause naturali, che lasciò in secco il canale di alimentazione. Fu in parte ripristinato da papa Paolo V che, nel 1612, ne utilizzò la struttura e le acque (il livello del lago era di nuovo cresciuto) per la costruzione dell'Acqua Paola.

### Aqua Claudia
L'acquedotto Claudio fu iniziato (insieme a quello dell'Anio novus) da Caligola nel 38 e terminato da Claudio nel 52.
Raccoglieva le acque, di ottima qualità, da sorgenti nell'alta valle dell'Aniene presso i monti Simbruini, e terminava il suo percorso “ad spem veterem”, presso Porta Maggiore, la monumentalizzazione degli archi che scavalcavano le vie Prenestina e Labicana, più tardi inserita nelle mura aureliane.
Dal VII miglio della via Latina correva su arcate, condivise con l'Anio novus, tuttora in parte conservate nel Parco degli Acquedotti. Nella località di Tor Fiscale incrociava due volte, scavalcandolo, l'acquedotto dell'Aqua Marcia, formando una sorta di recinto trapezoidale, che venne utilizzato come fortificazione dagli Ostrogoti di Vitige, in lotta con Belisario nel 539 ("Campo Barbarico").

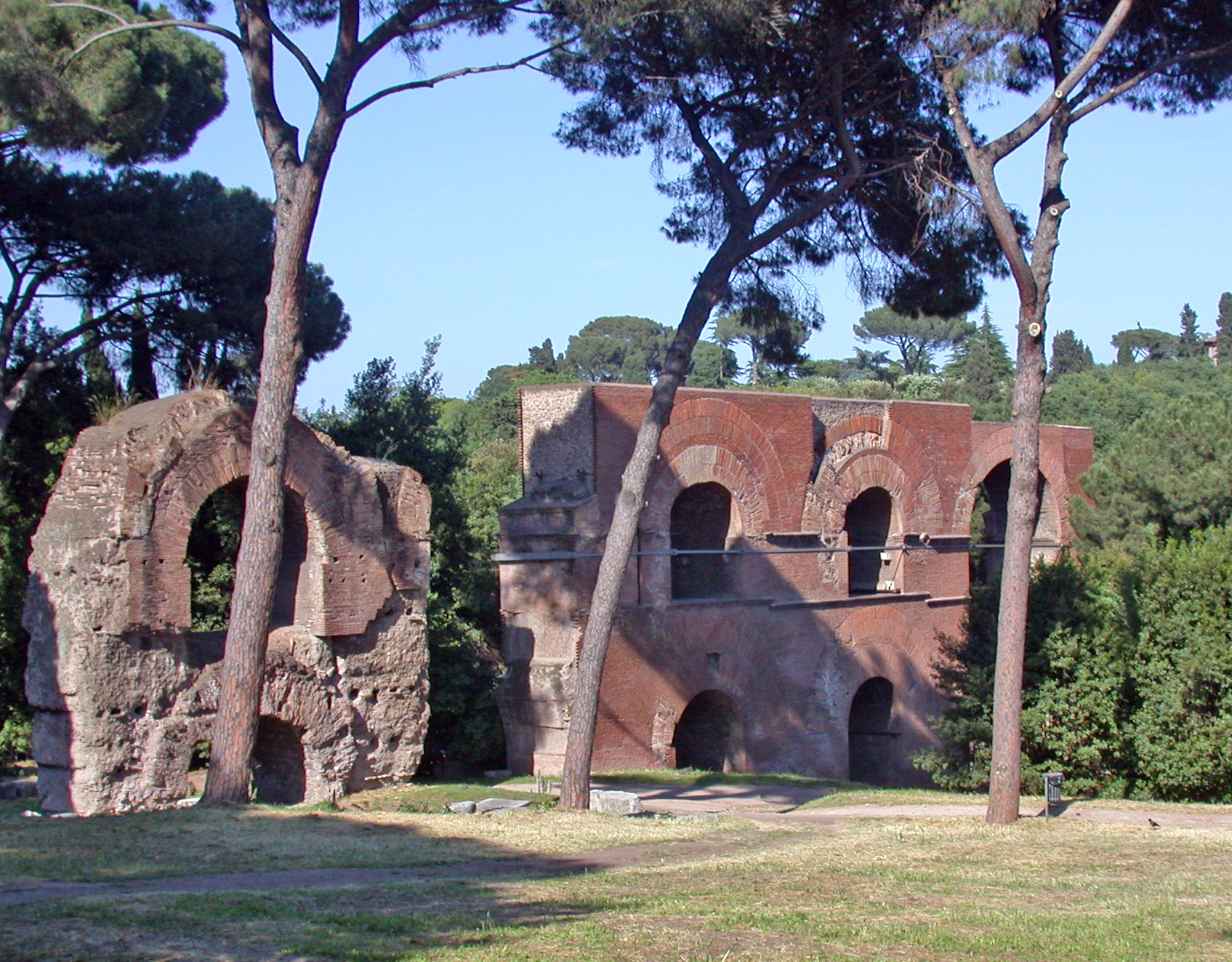
Il ramo secondario tra Celio e Palatino, sulle pendici del Palatino

Un ramo secondario, costruito ad opera di Nerone (arcus Neroniani) se ne distaccava per dirigersi verso il Celio, nella parte occupata dalla Domus Aurea, la residenza imperiale; successivamente lo stesso ramo fu prolungato da Domiziano a servizio dei palazzi imperiali del Palatino, scavalcando su altissime arcate la valle tra questo e il Celio.
La portata giornaliera, la maggiore di tutte, era di 4.607 quinarie, pari a 191.190 m³ e 2.211 litri al secondo. Secondo Sesto Giulio Frontino, il percorso era complessivamente lungo 46.406 miglia (pari a oltre 68 km), delle quali 54 km in canale sotterraneo e 16 km sopra terra: di questi ultimi, quasi 5 km erano su ponti e quasi 11 su arcate. A causa delle erogazioni intermedie e delle intercettazioni abusive, solo 3.312 quinarie giungevano alla “piscina limaria” e solo e 2.855 quinarie al "castello" (castellum) terminale, dove l'acqua si mescolava a quella dell'Anio novus.

### Anio Novus
Come l'Acquedotto Claudio, anche l'Anio novus fu iniziato da Caligola nel 38 e terminato da Claudio nel 52.
Captava le acque nell'alta valle dell'Aniene, direttamente dal fiume, e terminava “ad spem veterem”, presso Porta Maggiore.
Il percorso dell'Anio Novus era il più lungo di tutti, misurando quasi 87 km (58.700 miglia), dei quali 73 in canale sotterraneo e 14 in superficie. Di questi ultimi, circa 7 km coincidevano con le arcuazioni dell'aqua Claudia a cui, a partire dal VII miglio della via Latina, l'Anio Novus fu sovrapposto.
La portata giornaliera, la maggiore di tutte, era di 4.738 quinarie, pari a 196.627 m³ e 2.274 litri al secondo.

### Aqua Traiana
L'acquedotto venne costruito dall'imperatore Traiano nel 109, con parziale riutilizzazione del condotto dell'Aqua Alsietina. Raccoglieva le acque di sorgenti sui monti Sabatini, presso il lago di Bracciano (lacus Sabatinus).
La lunghezza complessiva era di circa 57 km e la portata giornaliera di circa 2.848 quinarie, pari a poco meno di 118.200 m³ e 1367 litri al secondo.
Raggiungeva la città con un percorso in gran parte sotterraneo lungo le vie Clodia e Trionfale e poi su arcate lungo la via Aurelia, entrando a Roma sul colle Gianicolo, sulla riva destra del fiume Tevere.
Tagliato una prima volta durante l'assedio di Roma da parte degli Ostrogoti di Vitige, nel 537, fu restaurato da Belisario. Per i danni ancora subiti dai Longobardi, fu di nuovo restaurato a più riprese tra l'VIII e il IX secolo, e fu infine ricostruito come Acqua Paola nel XVII secolo.

### Aqua Alexandrina
L'ultimo degli undici grandi acquedotti dell'antica Roma fu costruito durante il principato di Alessandro Severo, intorno al 226.
Raccoglieva l'acqua del Pantano Borghese, sulla via Prenestina, alle falde del colle di Sassolello, a 3 km dall'odierno comune di Colonna: le medesime sorgenti furono successivamente utilizzate da papa Sisto V per la costruzione del suo acquedotto dell'Acqua Felice.
Con un percorso misto, sotterraneo e con viadotti per superare le vallate, entrava in Roma ad spem veterem, presso Porta Maggiore, e si dirigeva nel Campo Marzio, dove lo stesso Alessandro Severo, nel 226, aveva restaurato le Terme di Nerone, da allora quindi conosciute come Thermae Alexandrinae, dotate in tal modo di un autonomo rifornimento idrico.
Il percorso complessivo era di 22 km e la portata giornaliera pari a 21.632 m³.

### Tabella riepilogativa degli acquedotti di Roma antica
| Nome acquedotto  | Anno costruzione | Lunghezza | portata giornaliera originale in quinarie | portata giornaliera originale in m³ | portata giornaliera definitiva in quinarie | portata giornaliera definitiva in m³ | Litri al secondo |
| ---------------- | ---------------- | --------- | ----------------------------------------- | ----------------------------------- | ------------------------------------------ | ------------------------------------ | ---------------- |
| Aqua Appia       | 312 a.C.         | 16,5 km   | 841 q.                                    | 34000 m³                            | 1825 q.                                    | 75737 m³                             | 876              |
| Anio Vetus       | 270 a.C.         | 63,5 km   | 4398 q.                                   | 182517 m³                           | 4398 q.                                    | 182517 m³                            | 2111             |
| Aqua Marcia      | 144 a.C.         | 91 km     | 4690 q.                                   | 194365 m³                           | 4339 q.                                    | 180068 m³                            | 2083             |
| Aqua Tepula      | 125 a.C.         | 18 km     | 190 q.                                    | 7885 m³                             | 1651 q.                                    | 68516 m³                             | 792,5            |
| Aqua Iulia       | 33 a.C.          | 23 km     | 1206 q.                                   | 50043 m³                            | 1651 q.                                    | 68516 m³                             | 792,5            |
| Aqua Virgo       | 19 a.C.          | 20 km     | 2504 q.                                   | 103916 m³                           | 2504 q.                                    | 103916 m³                            | 1202             |
| Aqua Alsietina   | 2 a.C.           | 33 km     | 392 q.                                    | 16257 m³                            | 392 q.                                     | 16257 m³                             | 188              |
| Aqua Claudia     | 38 d.C.          | 68 km     | 4607 q.                                   | 191190 m³                           | 4607 q.                                    | 191190 m³                            | 2211             |
| Anio Novus       | 38 d.C.          | 87 km     | 4738 q.                                   | 196627 m³                           | 4738 q.                                    | 196627 m³                            | 2274             |
| Aqua Traiana     | 109 d.C.         | 57 km     | 2848 q.                                   | 118200 m³                           | 2848 q.                                    | 118000 m³                            | 1367             |
| Aqua Alexandrina | 226 d.C.         | 22 km     | 521 q.                                    | 21632 m³                            | 521 q.                                     | 21632 m³                             | 250              |

## Acquedotti di epoca rinascimentale e moderna

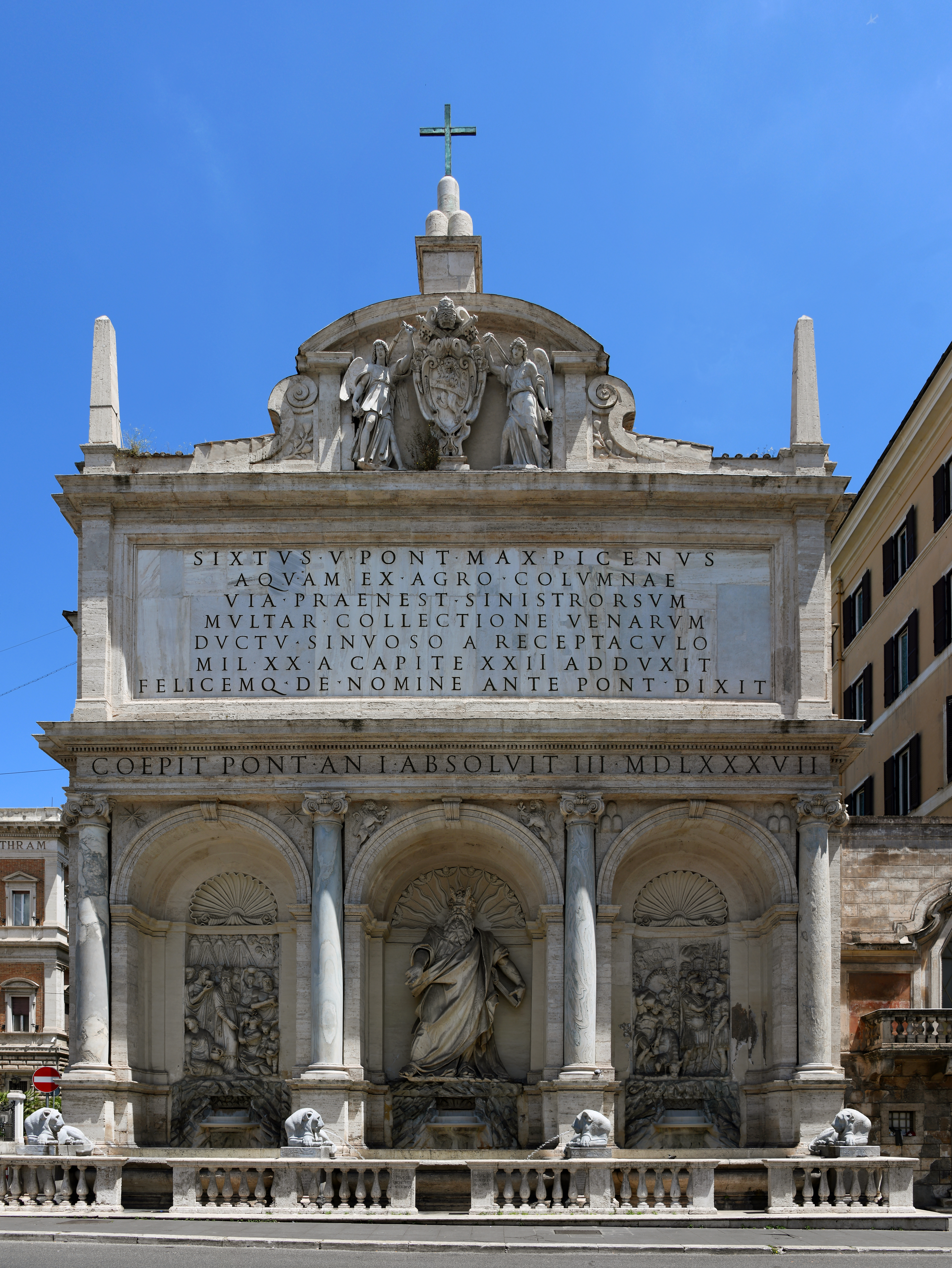
Fontana dell'Acqua Felice a piazza San Bernardo

Il sistema di distribuzione delle acque potabili a Roma era, fino a circa metà del secolo scorso, privo di cloro e molto "identitario": gli abitanti dei rioni conoscevano l'acquedotto che alimentava le loro fontane, grandi e piccole, e distinguevano il sapore di un'acqua dall'altra. La distribuzione era assicurata da figure professionali come i "fontanieri", ed era oggetto di trattative e regalìe, grandi o piccole a seconda dell'importanza dell'utente. Ad esempio i Farnese, quando ebbero ottenuto l'acqua per alimentare le fontane di piazza Farnese, in segno di gratitudine e per pubblica utilità fecero aprire la fontana del Mascherone a via Giulia, che con la sua grande vasca serviva, oltre che al popolo, anche all'abbeverata degli animali.
Dall'epoca rinascimentale, la storia degli acquedotti si fonde con quella delle fontane di Roma.

### Acqua Felice
Dopo oltre tredici secoli e mezzo dalla realizzazione dell'ultimo acquedotto, definitivamente crollato l'impero romano, trascorso anche tutto il medioevo, un nuovo acquedotto venne costruito tra il 1585 e il 1587 da Matteo Bortolani e soprattutto da Giovanni Fontana (che dovette correggere gli errori di progettazione del collega), durante il pontificato di papa Sisto V (al secolo Felice Peretti, da cui, appunto, il nome dell'acquedotto), riutilizzando le sorgenti dell'Aqua Alexandrina e altre delle zone limitrofe.
Era destinato all'approvvigionamento idrico delle zone dei colli Viminale e Quirinale, ma verosimilmente l'intenzione primaria era di rifornire d'acqua la villa papale che si estendeva su entrambi i colli.
Il condotto, che superava la via Tuscolana scorrendo sopra la cosiddetta Porta Furba, entrava a Roma presso la porta Tiburtina (allora porta San Lorenzo) passando sopra l'Arco di Sisto V e terminava con la criticatissima e molto discussa Fontana del Mosè, oggi visibile in piazza San Bernardo.

### Acqua Paola

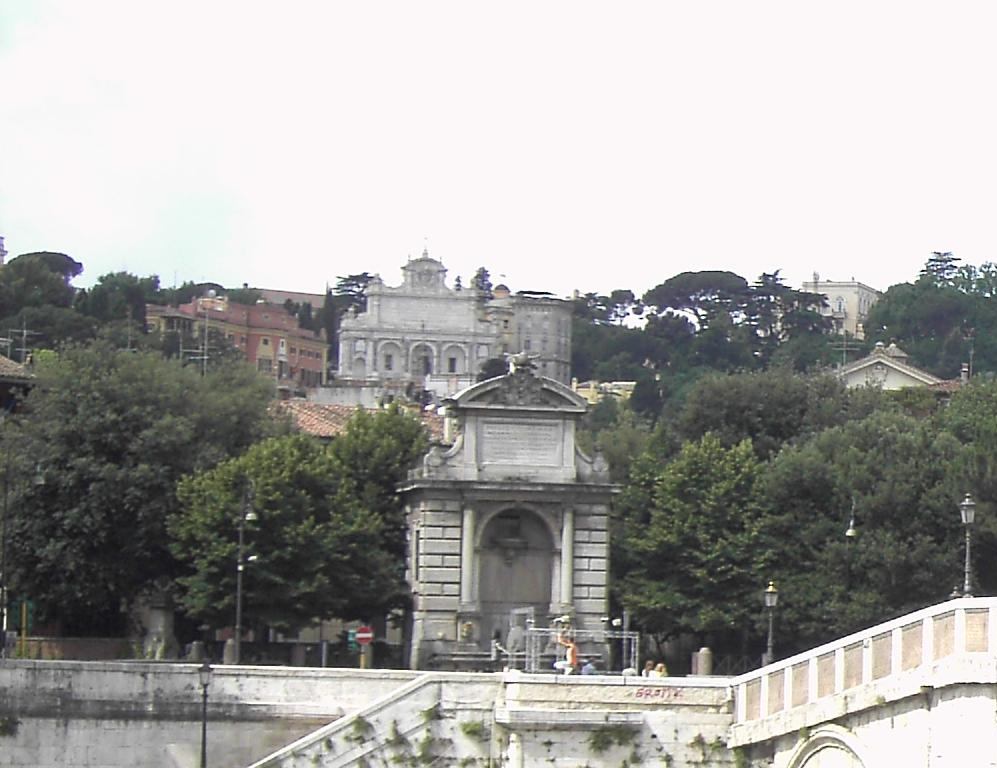
Infilata dei Fontanoni dell'Acqua Paola al Gianicolo ed a Ponte Sisto

L'acquedotto, sull'antico tracciato dall'Aqua Traiana, fu ricostruito su un progetto del 1605 per volere di papa Paolo V, ad opera di Giovanni Fontana, Carlo Maderno ed altri, per l'approvvigionamento idrico del Gianicolo e della sottostante area di Trastevere, ma in realtà il pontefice mirava soprattutto a poter disporre di una cospicua riserva d'acqua per i giardini della sua residenza vaticana. Per ridurre i tempi di costruzione, l'intero percorso di circa 64,4 km fu suddiviso in sezioni più piccole, affidate ciascuna ad un diverso architetto, che lavoravano in contemporanea. Iniziati i lavori nel 1608, nel 1610 l'acqua raggiunse la sommità del Gianicolo. Il test del flusso fu un disastro: la pressione era talmente forte che ruppe i “rubinetti” e inondò il Gianicolo, producendo diversi danni. Ripristinata la normalità l'abbondanza d'acqua fu utilizzata anche come forza motrice per l'alimentazione di alcuni mulini.
L'acquedotto termina con la Fontana (Mostra) dell'Acqua Paola sul Gianicolo, realizzata nel 1611 poco distante dall'attuale Porta San Pancrazio.
Così scarsi erano il valore e la qualità che il popolo riconosceva all'acqua Paola, da essere diventata proverbiale: di una medicina di nessun valore o effetto, ad esempio, si dice ancora che cura "come l'Acqua Paola".

### Acqua Pia Antica Marcia

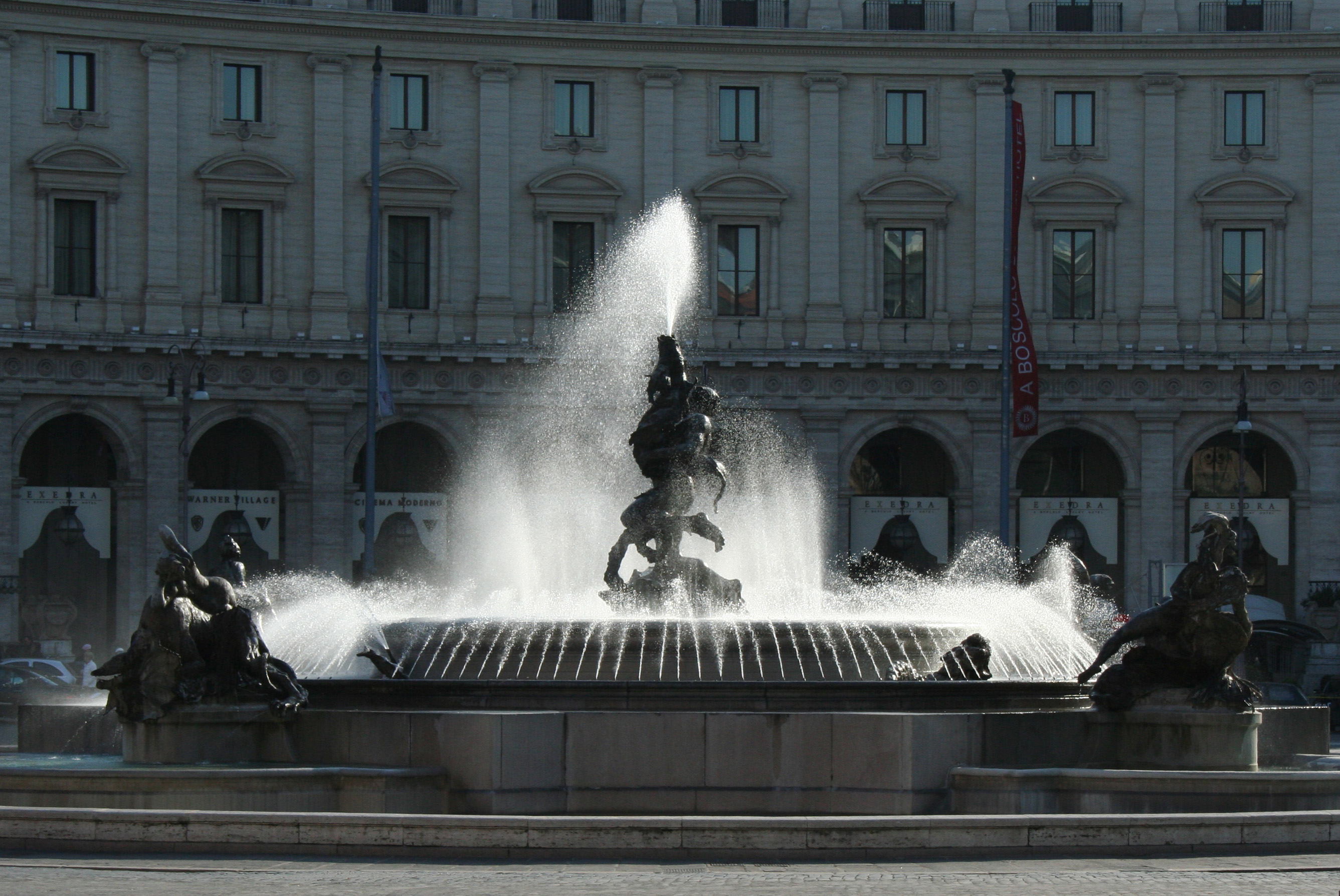
La Fontana delle Naiadi a piazza della Repubblica

Verso la metà del XIX secolo papa Pio IX dispose la ricostruzione dell'antico acquedotto dell'Aqua Marcia.
La gestione del nuovo acquedotto fu affidata, nel 1868, alla società Acqua Pia Antica Marcia SpA, il cui marchio si può ancora rinvenire su alcune fontane e tombini, che rimase a lungo una delle principali fornitrici di approvvigionamento idrico della città. Con l'espandersi della città, nel 1929 fu necessario incrementare l'approvvigionamento con la captazione di una fonte secondaria da immettere nell'acquedotto, situata nel comune di Agosta, ma la società riuscì a completare l'ampliamento solo dopo la fine della seconda guerra mondiale per la forte resistenza degli abitanti del paese.
La mostra terminale dell'acquedotto è costituita dalla Fontana delle Naiadi in piazza della Repubblica.

### Acquedotto del Peschiera-Capore
Iniziato nel 1937 (da un progetto la cui elaborazione risaliva al 1908) ha cominciato a fornire acqua alla città solo nel 1949. Trasporta le acque delle sorgenti carsiche del fiume Peschiera, affluente del Velino, captate nei pressi di Cittaducale (RI).
Dopo varie interruzioni e riprese l'opera fu portata a termine nel 1980 con la captazione di altre acque: le sorgenti delle Capore, nei pressi del comune di Casaprota (RI), affluenti nel fiume Farfa.
Con i suoi circa 14 000 litri d'acqua al secondo, una lunghezza di circa 130 km (di cui il 90% in sotterranea) e l'alimentazione di una centrale idroelettrica, l'acquedotto del Peschiera-Capore è considerato uno dei più grandi e complessi sistemi idrici artificiali del mondo. Questa grande opera di ingegneria idraulica fornisce complessivamente l'85% dell'acqua consumata a Roma, che può così usufruire di abbondante acqua di sorgente anziché di acqua fluviale purificata, come accade per Londra o Parigi.
Avendo origine in bacini sotterranei profondi e della stessa natura, le acque delle Sorgenti Peschiera-Capore presentano ottime caratteristiche qualitative naturali tali da non richiedere alcun trattamento correttivo. La caratteristica principale è data dalla loro durezza (ben conosciuta dai romani), in media 34° Francesi.

### Acquedotto Appio-Alessandrino
Realizzato tra il 1963 e il 1968, l'Acquedotto Appio-Alessandrino è l'ultimo degli acquedotti per l'approvvigionamento d'acqua di Roma. Realizzato per la fornitura idrica di quartieri e borgate a sud-est della città (Borghesiana, Torre Gaia, Tuscolano, Prenestino, E.U.R., Laurentino, Acilia ed Ostia) è il potenziamento dell'Acquedotto Felice, captando l'acqua di falda dalle antiche sorgenti, appositamente ampliate, dell'Acquedotto Alessandrino, oltre a nuove riserve nei pressi di Finocchio e di Torre Angela.

## Galleria d'immagini

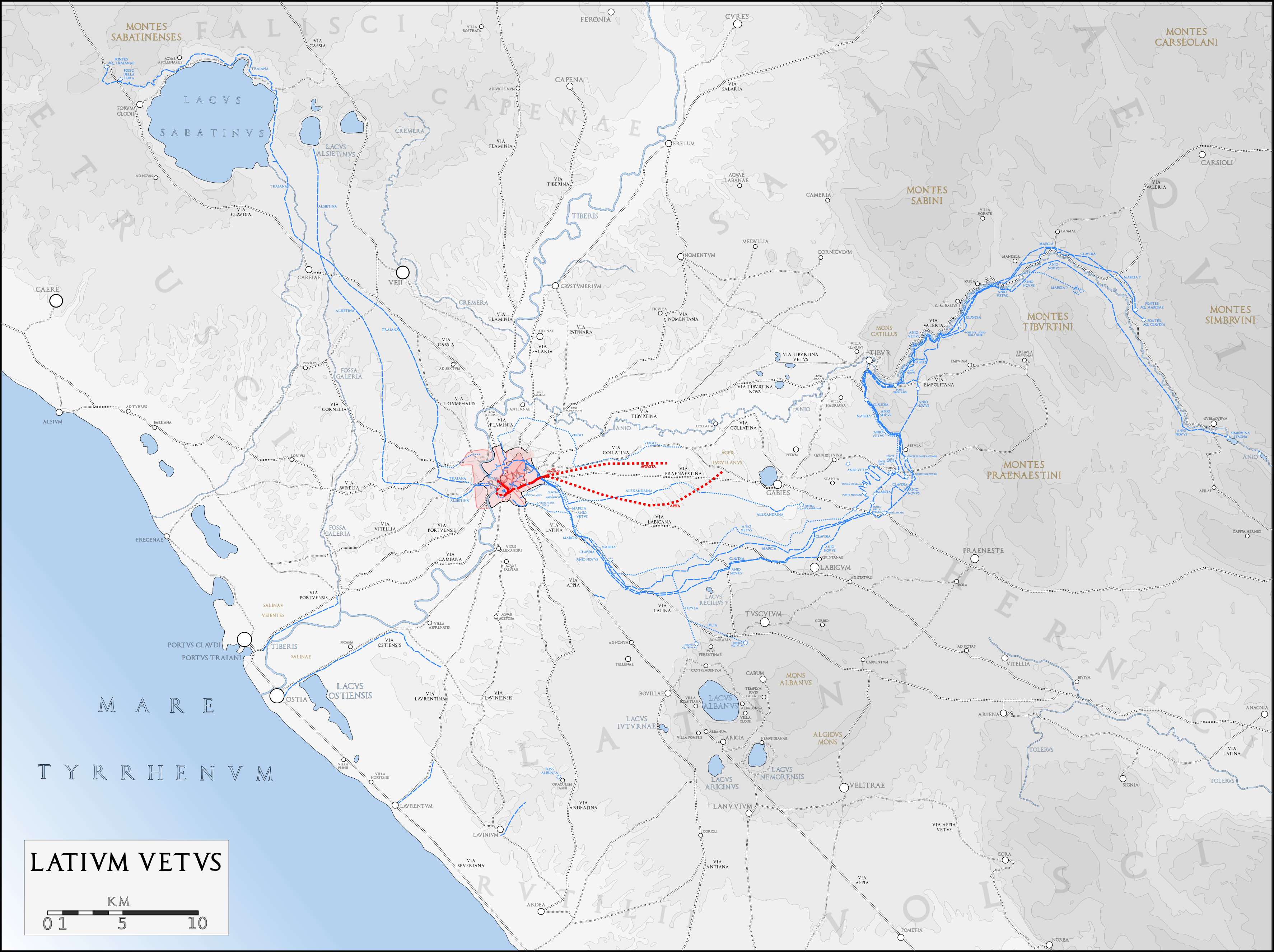
Percorso dell'Aqua Appia
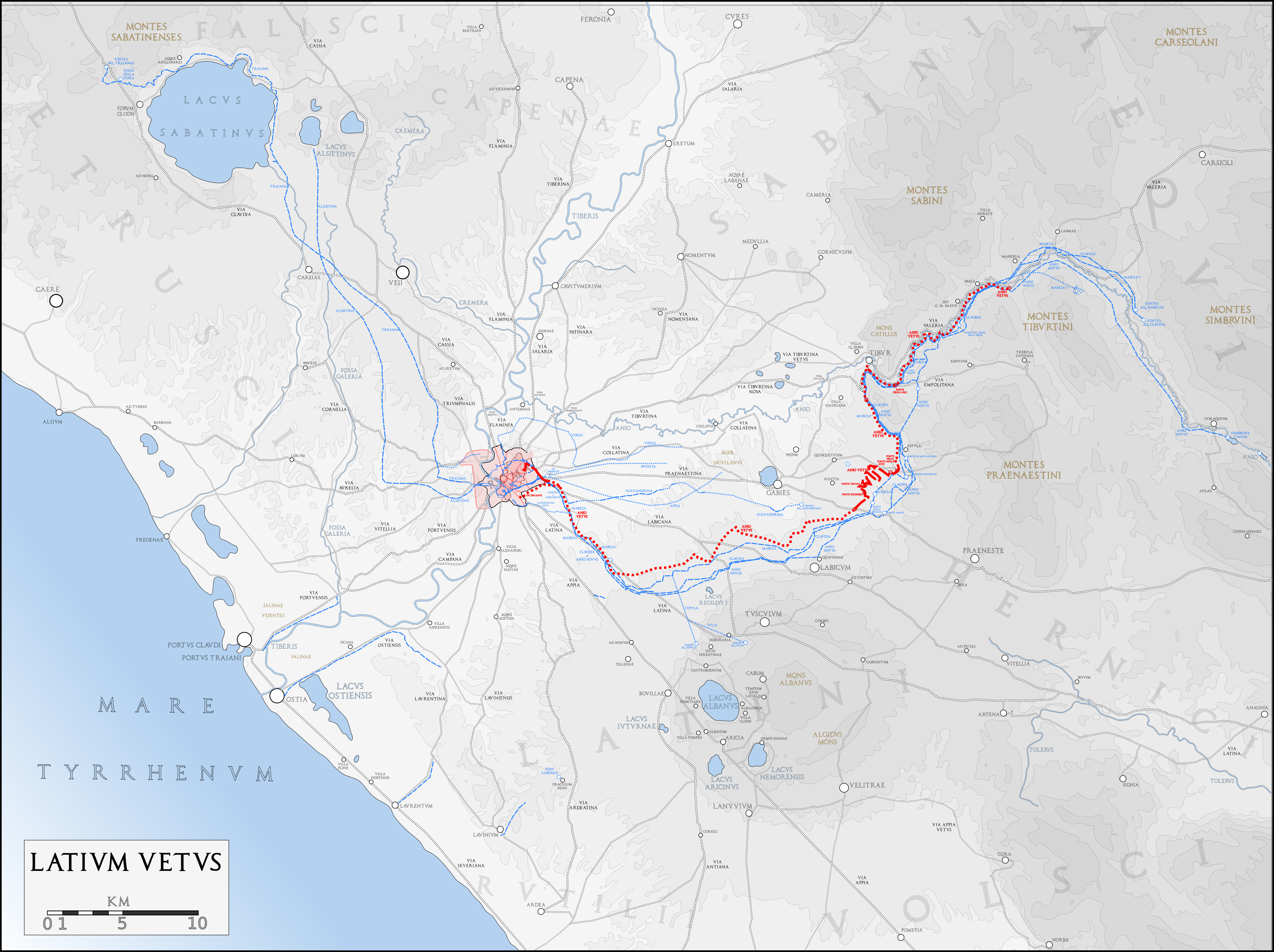
Percorso dell'Anio Vetus
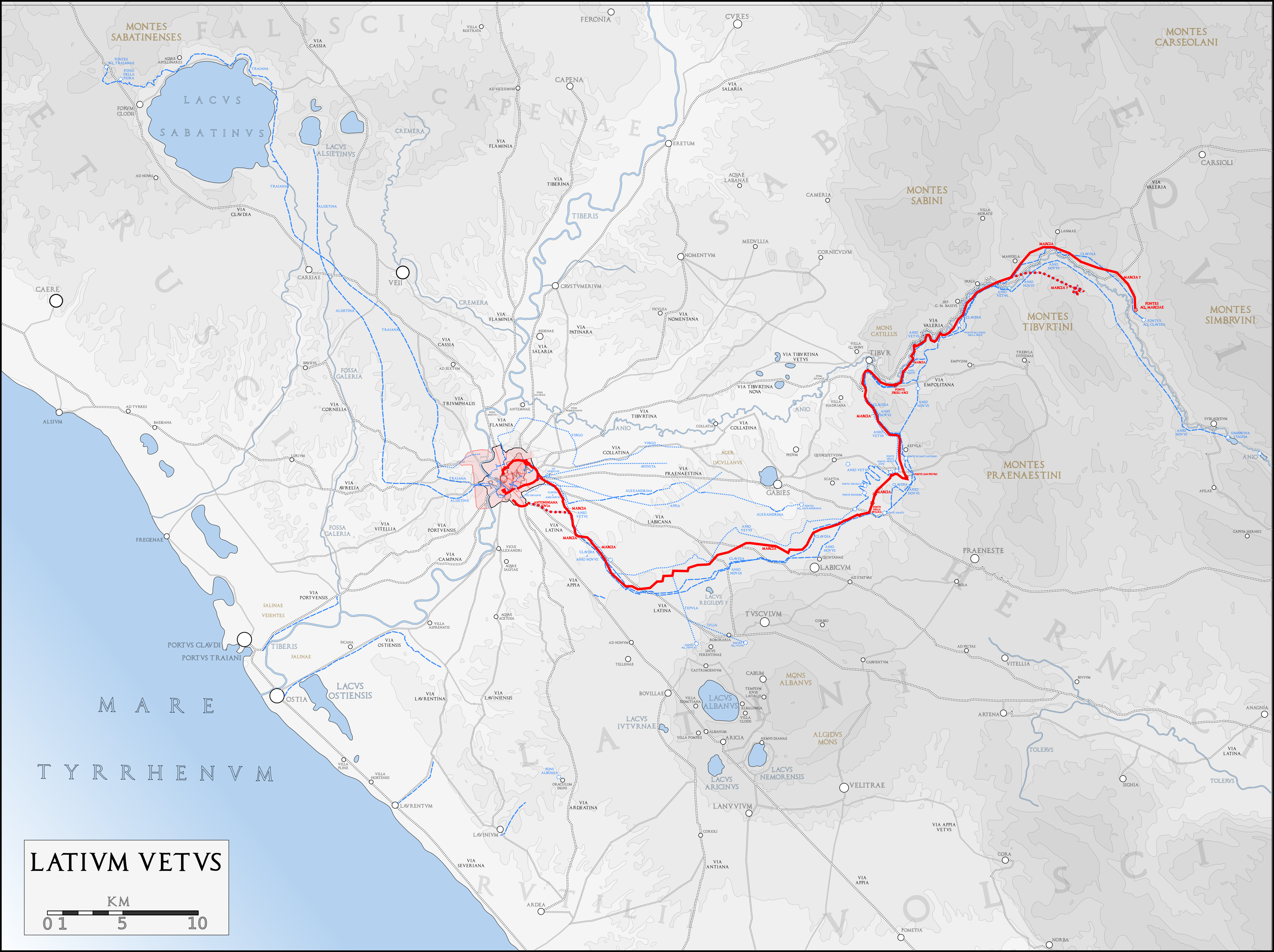
Percorso dell'Aqua Marcia
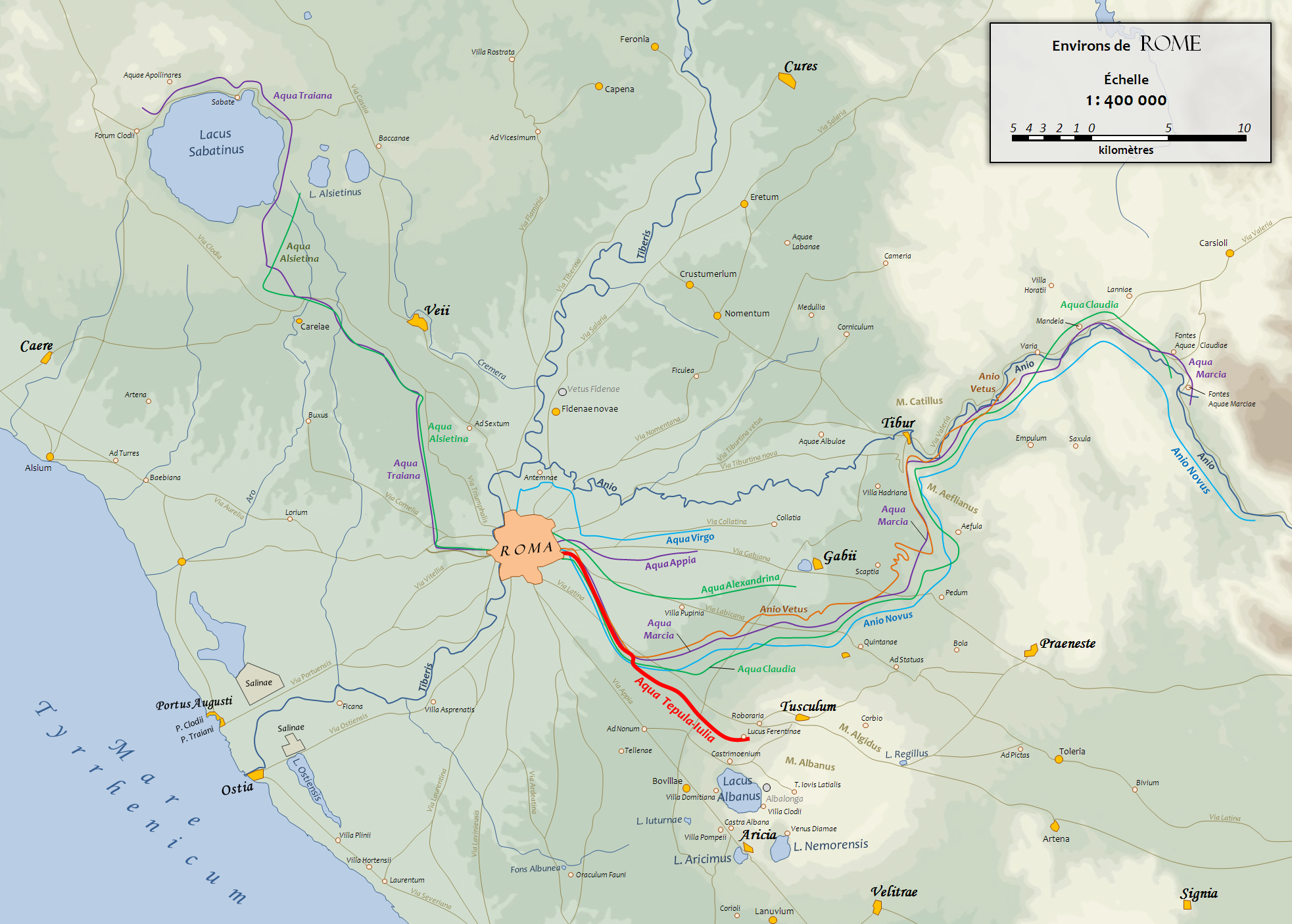
Percorso dell'Aqua Tepula e dell'Aqua Iulia
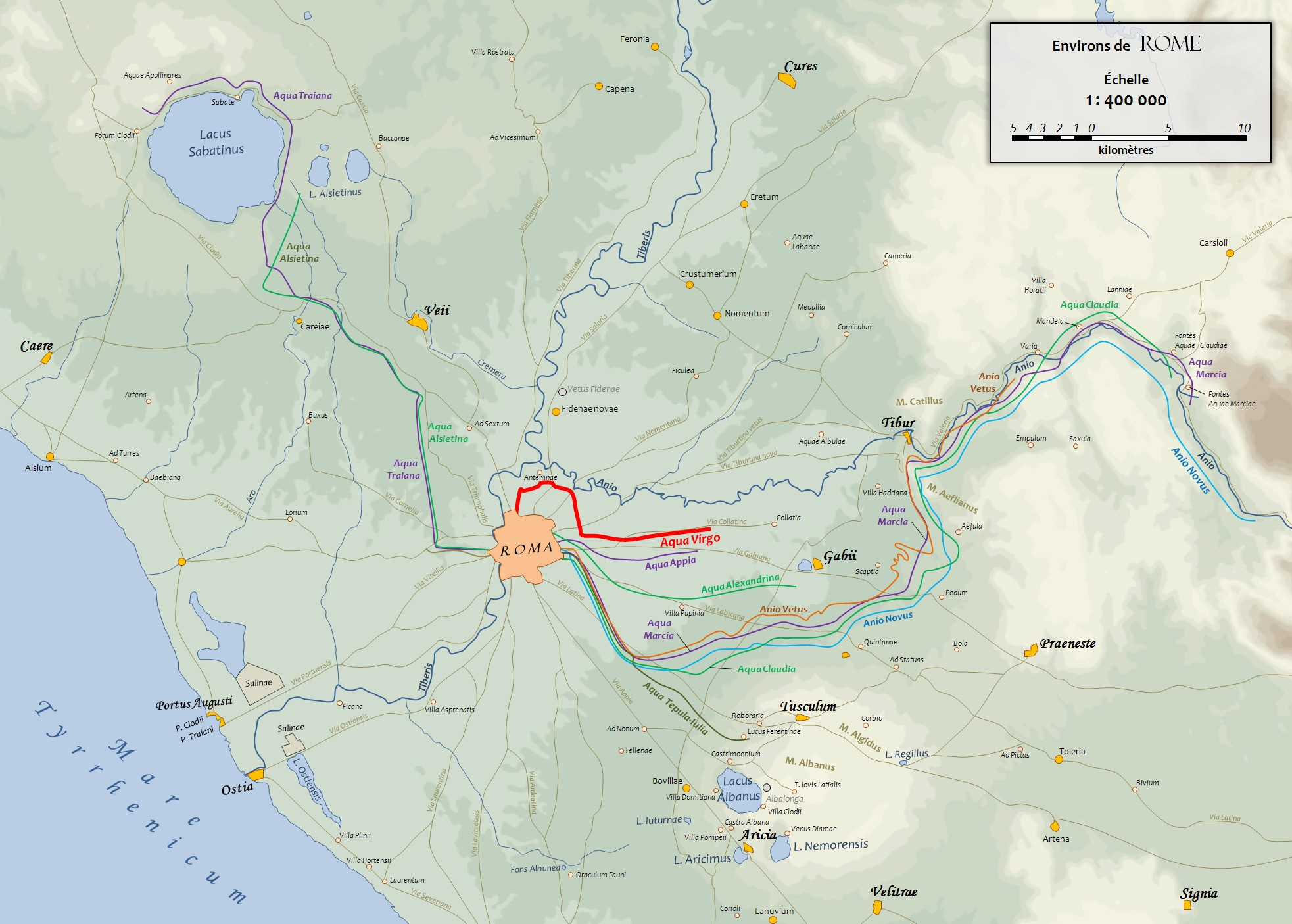
Percorso dell'Aqua Virgo
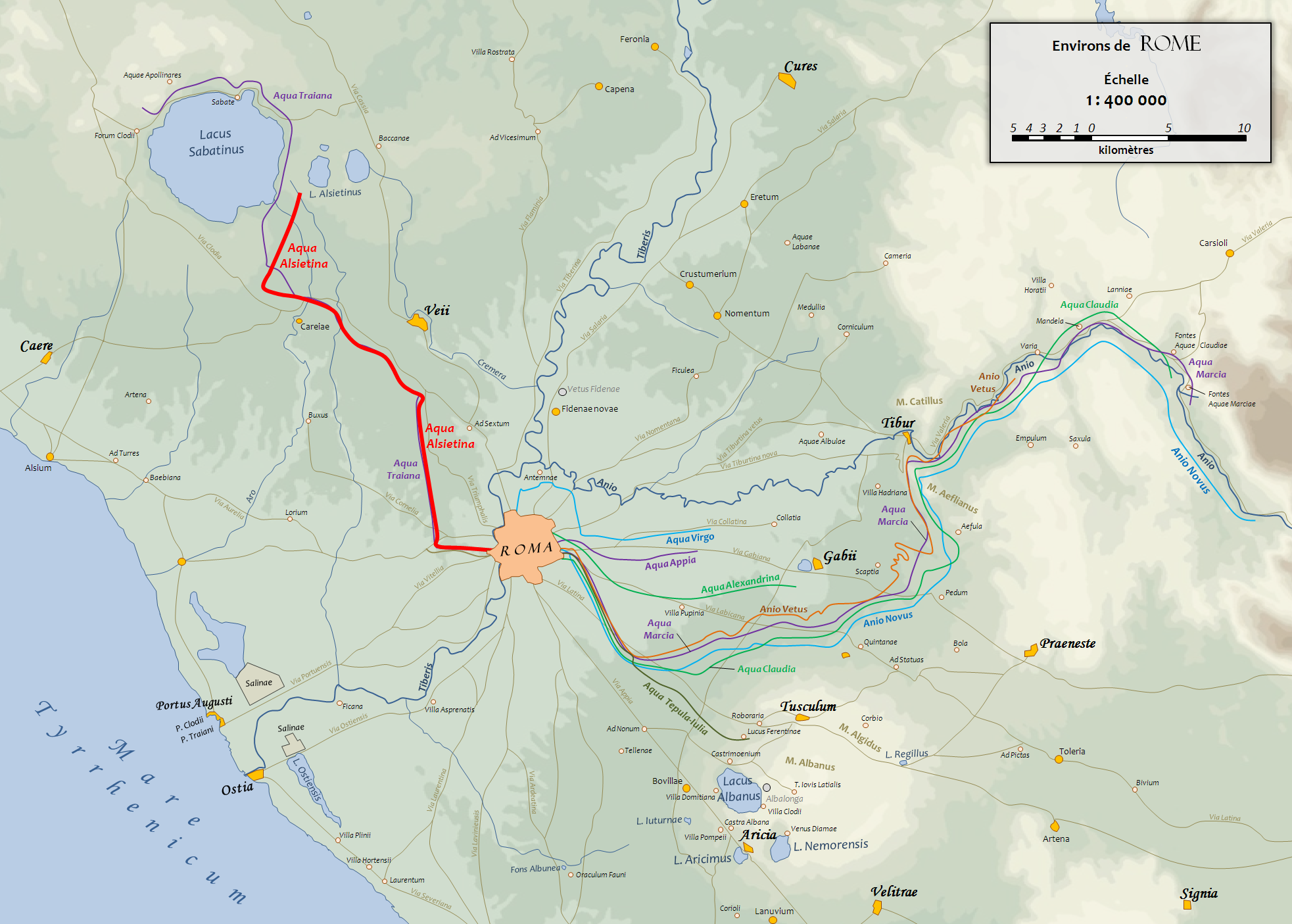
Percorso dell'Aqua Alsietina
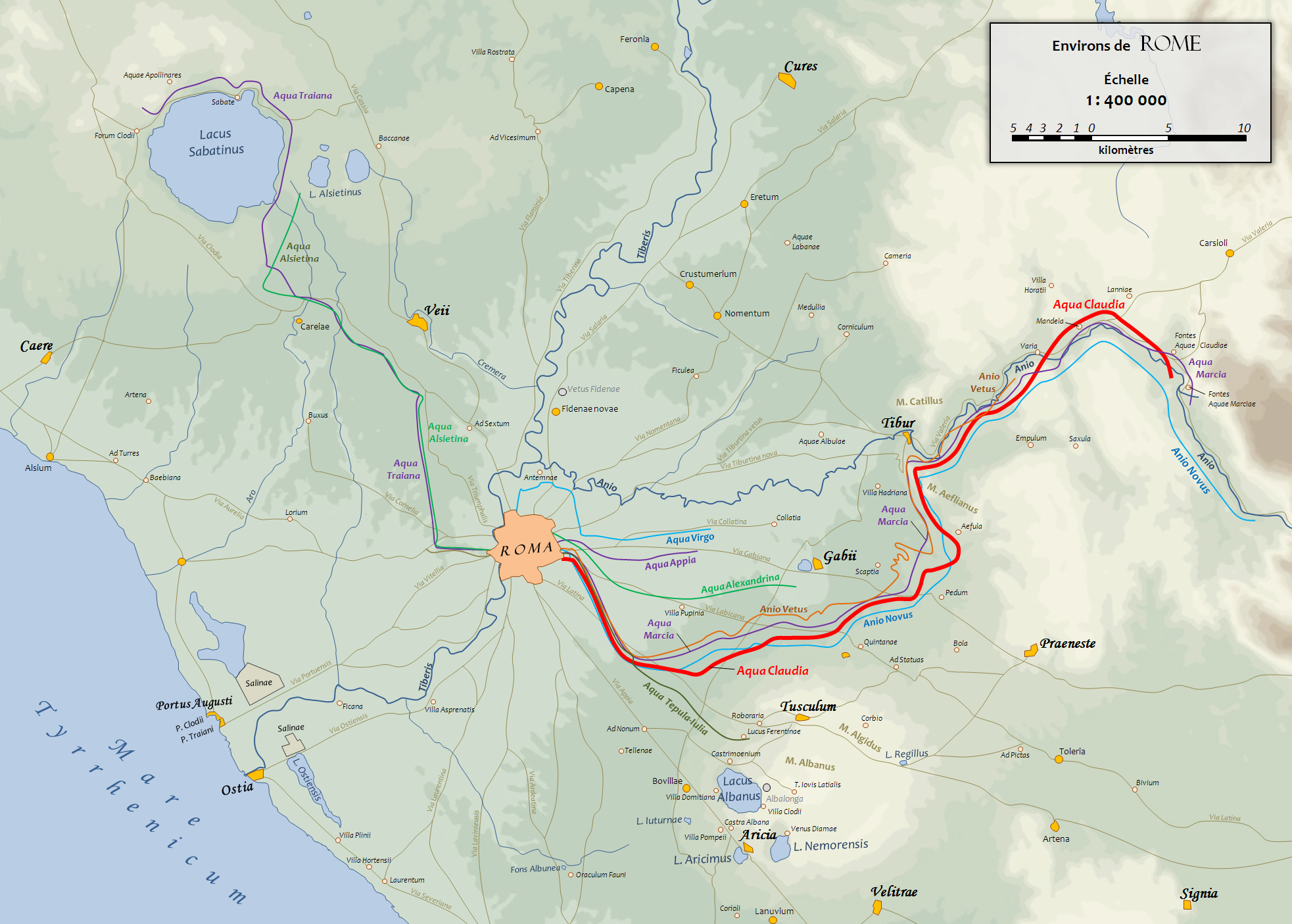
Percorso dell'Aqua Claudia
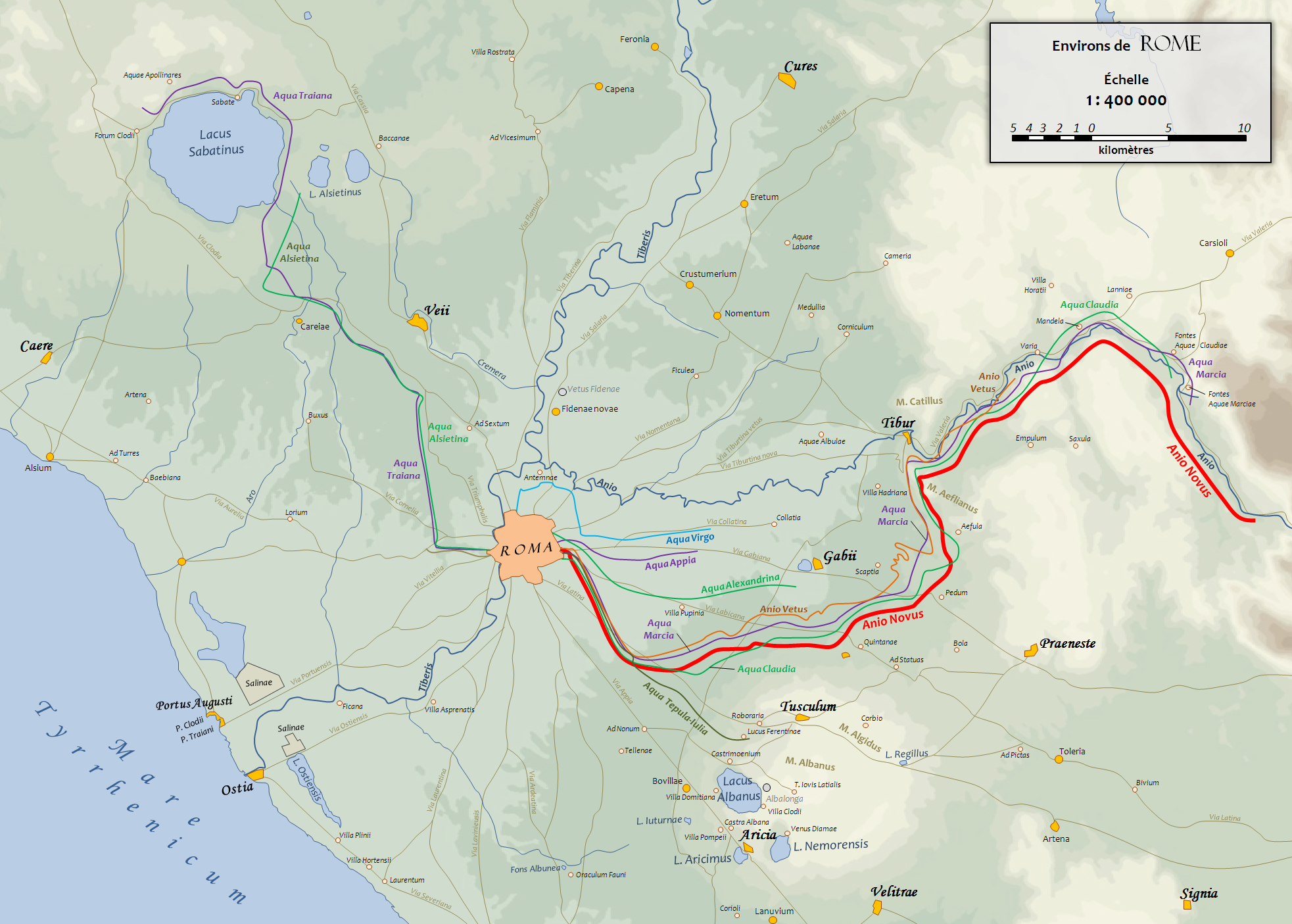
Percorso dell'Anio Novus
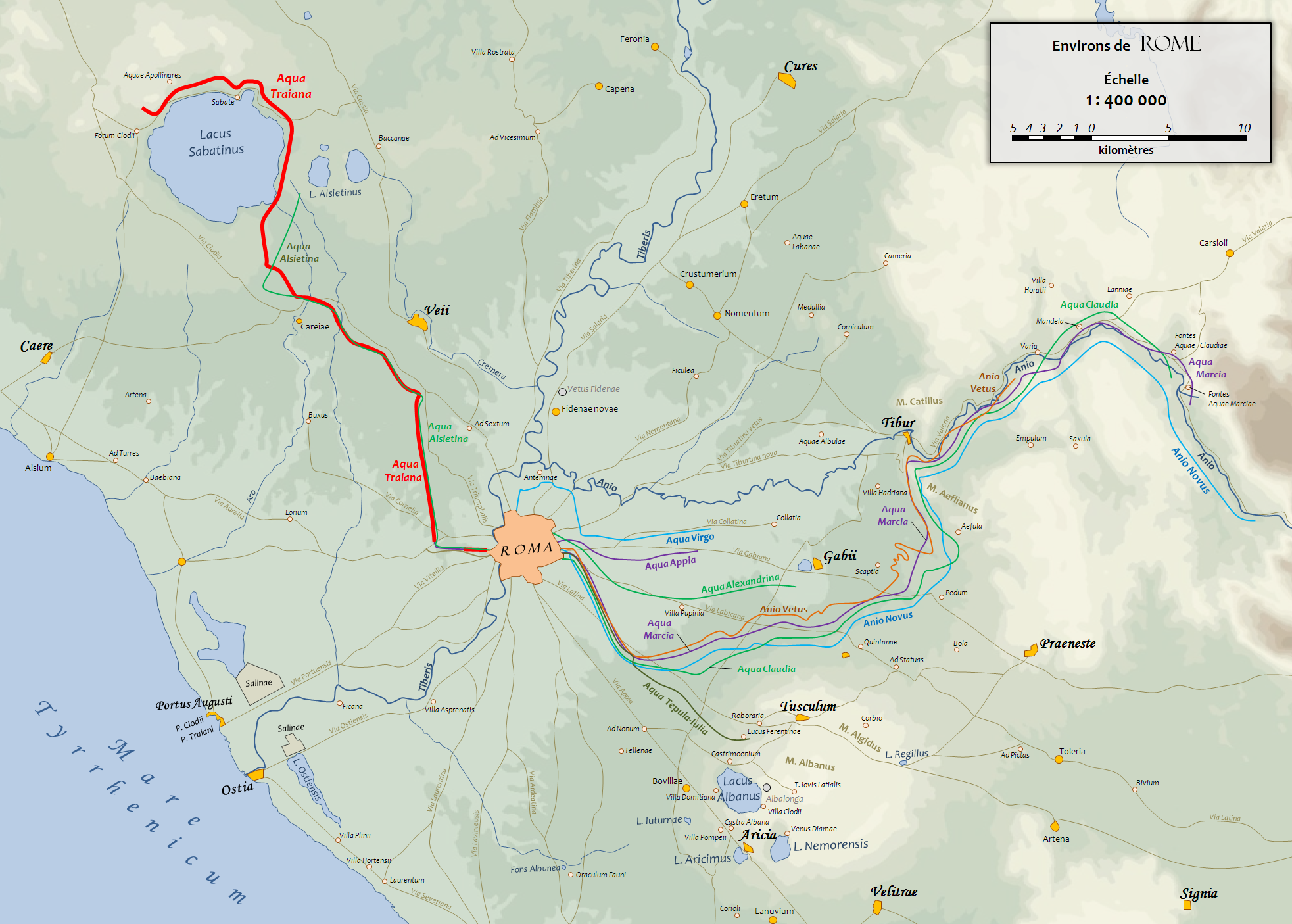
Percorso dell'Aqua Traiana
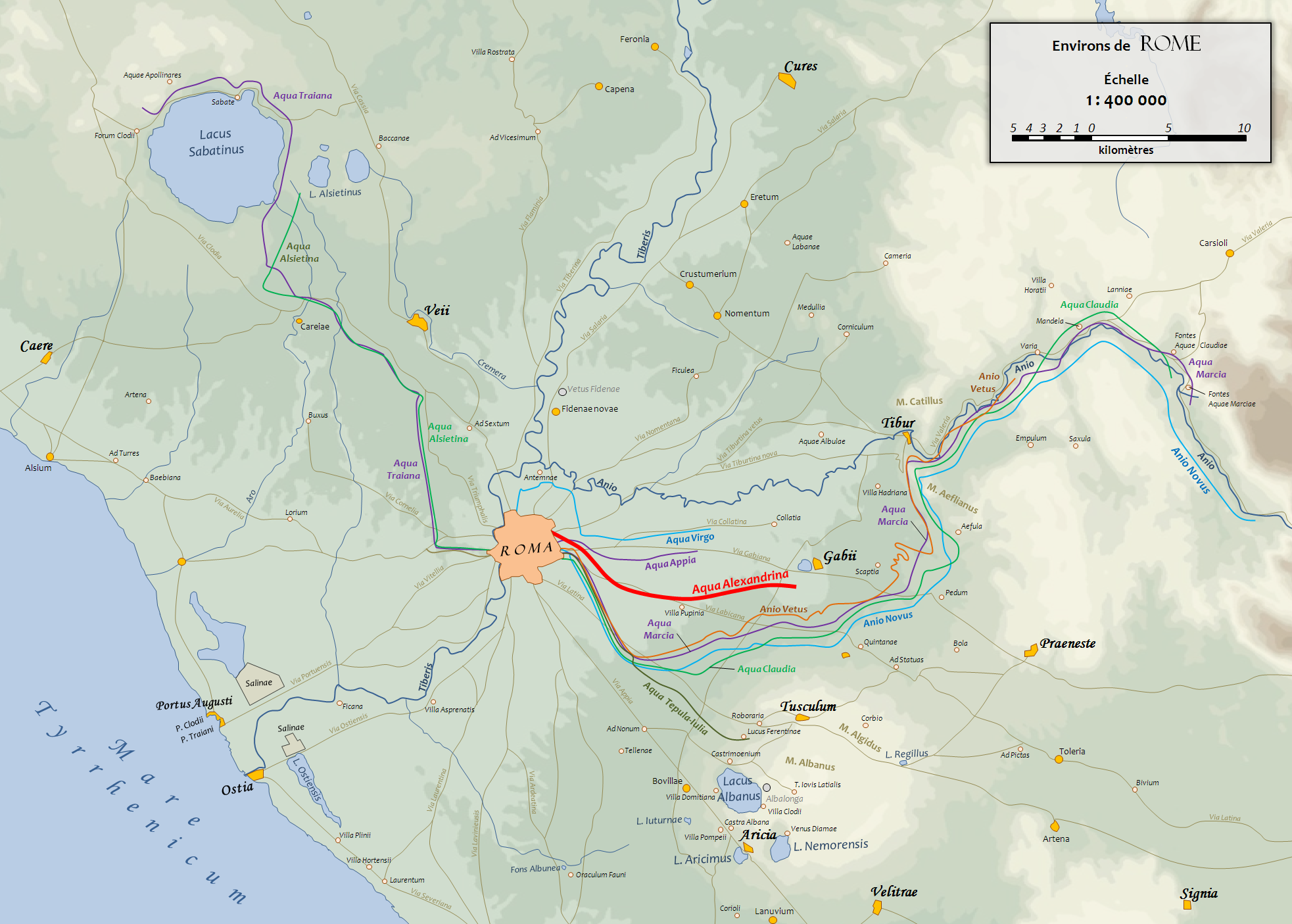
Percorso dell'Aqua Alexandrina